# Scacchi960
|   | a | b | c | d | e | f | g | h |   |
| 8 | a8 alfiere del nero · b8 cavallo del nero · c8 torre del nero · d8 alfiere del nero · e8 cavallo del nero · f8 re del nero · g8 torre del nero · h8 donna del nero · a7 pedone del nero · b7 pedone del nero · c7 pedone del nero · d7 pedone del nero · e7 pedone del nero · f7 pedone del nero · g7 pedone del nero · h7 pedone del nero · a2 pedone del bianco · b2 pedone del bianco · c2 pedone del bianco · d2 pedone del bianco · e2 pedone del bianco · f2 pedone del bianco · g2 pedone del bianco · h2 pedone del bianco · a1 alfiere del bianco · b1 cavallo del bianco · c1 torre del bianco · d1 alfiere del bianco · e1 cavallo del bianco · f1 re del bianco · g1 torre del bianco · h1 donna del bianco | a8 alfiere del nero · b8 cavallo del nero · c8 torre del nero · d8 alfiere del nero · e8 cavallo del nero · f8 re del nero · g8 torre del nero · h8 donna del nero · a7 pedone del nero · b7 pedone del nero · c7 pedone del nero · d7 pedone del nero · e7 pedone del nero · f7 pedone del nero · g7 pedone del nero · h7 pedone del nero · a2 pedone del bianco · b2 pedone del bianco · c2 pedone del bianco · d2 pedone del bianco · e2 pedone del bianco · f2 pedone del bianco · g2 pedone del bianco · h2 pedone del bianco · a1 alfiere del bianco · b1 cavallo del bianco · c1 torre del bianco · d1 alfiere del bianco · e1 cavallo del bianco · f1 re del bianco · g1 torre del bianco · h1 donna del bianco | a8 alfiere del nero · b8 cavallo del nero · c8 torre del nero · d8 alfiere del nero · e8 cavallo del nero · f8 re del nero · g8 torre del nero · h8 donna del nero · a7 pedone del nero · b7 pedone del nero · c7 pedone del nero · d7 pedone del nero · e7 pedone del nero · f7 pedone del nero · g7 pedone del nero · h7 pedone del nero · a2 pedone del bianco · b2 pedone del bianco · c2 pedone del bianco · d2 pedone del bianco · e2 pedone del bianco · f2 pedone del bianco · g2 pedone del bianco · h2 pedone del bianco · a1 alfiere del bianco · b1 cavallo del bianco · c1 torre del bianco · d1 alfiere del bianco · e1 cavallo del bianco · f1 re del bianco · g1 torre del bianco · h1 donna del bianco | a8 alfiere del nero · b8 cavallo del nero · c8 torre del nero · d8 alfiere del nero · e8 cavallo del nero · f8 re del nero · g8 torre del nero · h8 donna del nero · a7 pedone del nero · b7 pedone del nero · c7 pedone del nero · d7 pedone del nero · e7 pedone del nero · f7 pedone del nero · g7 pedone del nero · h7 pedone del nero · a2 pedone del bianco · b2 pedone del bianco · c2 pedone del bianco · d2 pedone del bianco · e2 pedone del bianco · f2 pedone del bianco · g2 pedone del bianco · h2 pedone del bianco · a1 alfiere del bianco · b1 cavallo del bianco · c1 torre del bianco · d1 alfiere del bianco · e1 cavallo del bianco · f1 re del bianco · g1 torre del bianco · h1 donna del bianco | a8 alfiere del nero · b8 cavallo del nero · c8 torre del nero · d8 alfiere del nero · e8 cavallo del nero · f8 re del nero · g8 torre del nero · h8 donna del nero · a7 pedone del nero · b7 pedone del nero · c7 pedone del nero · d7 pedone del nero · e7 pedone del nero · f7 pedone del nero · g7 pedone del nero · h7 pedone del nero · a2 pedone del bianco · b2 pedone del bianco · c2 pedone del bianco · d2 pedone del bianco · e2 pedone del bianco · f2 pedone del bianco · g2 pedone del bianco · h2 pedone del bianco · a1 alfiere del bianco · b1 cavallo del bianco · c1 torre del bianco · d1 alfiere del bianco · e1 cavallo del bianco · f1 re del bianco · g1 torre del bianco · h1 donna del bianco | a8 alfiere del nero · b8 cavallo del nero · c8 torre del nero · d8 alfiere del nero · e8 cavallo del nero · f8 re del nero · g8 torre del nero · h8 donna del nero · a7 pedone del nero · b7 pedone del nero · c7 pedone del nero · d7 pedone del nero · e7 pedone del nero · f7 pedone del nero · g7 pedone del nero · h7 pedone del nero · a2 pedone del bianco · b2 pedone del bianco · c2 pedone del bianco · d2 pedone del bianco · e2 pedone del bianco · f2 pedone del bianco · g2 pedone del bianco · h2 pedone del bianco · a1 alfiere del bianco · b1 cavallo del bianco · c1 torre del bianco · d1 alfiere del bianco · e1 cavallo del bianco · f1 re del bianco · g1 torre del bianco · h1 donna del bianco | a8 alfiere del nero · b8 cavallo del nero · c8 torre del nero · d8 alfiere del nero · e8 cavallo del nero · f8 re del nero · g8 torre del nero · h8 donna del nero · a7 pedone del nero · b7 pedone del nero · c7 pedone del nero · d7 pedone del nero · e7 pedone del nero · f7 pedone del nero · g7 pedone del nero · h7 pedone del nero · a2 pedone del bianco · b2 pedone del bianco · c2 pedone del bianco · d2 pedone del bianco · e2 pedone del bianco · f2 pedone del bianco · g2 pedone del bianco · h2 pedone del bianco · a1 alfiere del bianco · b1 cavallo del bianco · c1 torre del bianco · d1 alfiere del bianco · e1 cavallo del bianco · f1 re del bianco · g1 torre del bianco · h1 donna del bianco | a8 alfiere del nero · b8 cavallo del nero · c8 torre del nero · d8 alfiere del nero · e8 cavallo del nero · f8 re del nero · g8 torre del nero · h8 donna del nero · a7 pedone del nero · b7 pedone del nero · c7 pedone del nero · d7 pedone del nero · e7 pedone del nero · f7 pedone del nero · g7 pedone del nero · h7 pedone del nero · a2 pedone del bianco · b2 pedone del bianco · c2 pedone del bianco · d2 pedone del bianco · e2 pedone del bianco · f2 pedone del bianco · g2 pedone del bianco · h2 pedone del bianco · a1 alfiere del bianco · b1 cavallo del bianco · c1 torre del bianco · d1 alfiere del bianco · e1 cavallo del bianco · f1 re del bianco · g1 torre del bianco · h1 donna del bianco | 8 |
| 7 | a8 alfiere del nero · b8 cavallo del nero · c8 torre del nero · d8 alfiere del nero · e8 cavallo del nero · f8 re del nero · g8 torre del nero · h8 donna del nero · a7 pedone del nero · b7 pedone del nero · c7 pedone del nero · d7 pedone del nero · e7 pedone del nero · f7 pedone del nero · g7 pedone del nero · h7 pedone del nero · a2 pedone del bianco · b2 pedone del bianco · c2 pedone del bianco · d2 pedone del bianco · e2 pedone del bianco · f2 pedone del bianco · g2 pedone del bianco · h2 pedone del bianco · a1 alfiere del bianco · b1 cavallo del bianco · c1 torre del bianco · d1 alfiere del bianco · e1 cavallo del bianco · f1 re del bianco · g1 torre del bianco · h1 donna del bianco | a8 alfiere del nero · b8 cavallo del nero · c8 torre del nero · d8 alfiere del nero · e8 cavallo del nero · f8 re del nero · g8 torre del nero · h8 donna del nero · a7 pedone del nero · b7 pedone del nero · c7 pedone del nero · d7 pedone del nero · e7 pedone del nero · f7 pedone del nero · g7 pedone del nero · h7 pedone del nero · a2 pedone del bianco · b2 pedone del bianco · c2 pedone del bianco · d2 pedone del bianco · e2 pedone del bianco · f2 pedone del bianco · g2 pedone del bianco · h2 pedone del bianco · a1 alfiere del bianco · b1 cavallo del bianco · c1 torre del bianco · d1 alfiere del bianco · e1 cavallo del bianco · f1 re del bianco · g1 torre del bianco · h1 donna del bianco | a8 alfiere del nero · b8 cavallo del nero · c8 torre del nero · d8 alfiere del nero · e8 cavallo del nero · f8 re del nero · g8 torre del nero · h8 donna del nero · a7 pedone del nero · b7 pedone del nero · c7 pedone del nero · d7 pedone del nero · e7 pedone del nero · f7 pedone del nero · g7 pedone del nero · h7 pedone del nero · a2 pedone del bianco · b2 pedone del bianco · c2 pedone del bianco · d2 pedone del bianco · e2 pedone del bianco · f2 pedone del bianco · g2 pedone del bianco · h2 pedone del bianco · a1 alfiere del bianco · b1 cavallo del bianco · c1 torre del bianco · d1 alfiere del bianco · e1 cavallo del bianco · f1 re del bianco · g1 torre del bianco · h1 donna del bianco | a8 alfiere del nero · b8 cavallo del nero · c8 torre del nero · d8 alfiere del nero · e8 cavallo del nero · f8 re del nero · g8 torre del nero · h8 donna del nero · a7 pedone del nero · b7 pedone del nero · c7 pedone del nero · d7 pedone del nero · e7 pedone del nero · f7 pedone del nero · g7 pedone del nero · h7 pedone del nero · a2 pedone del bianco · b2 pedone del bianco · c2 pedone del bianco · d2 pedone del bianco · e2 pedone del bianco · f2 pedone del bianco · g2 pedone del bianco · h2 pedone del bianco · a1 alfiere del bianco · b1 cavallo del bianco · c1 torre del bianco · d1 alfiere del bianco · e1 cavallo del bianco · f1 re del bianco · g1 torre del bianco · h1 donna del bianco | a8 alfiere del nero · b8 cavallo del nero · c8 torre del nero · d8 alfiere del nero · e8 cavallo del nero · f8 re del nero · g8 torre del nero · h8 donna del nero · a7 pedone del nero · b7 pedone del nero · c7 pedone del nero · d7 pedone del nero · e7 pedone del nero · f7 pedone del nero · g7 pedone del nero · h7 pedone del nero · a2 pedone del bianco · b2 pedone del bianco · c2 pedone del bianco · d2 pedone del bianco · e2 pedone del bianco · f2 pedone del bianco · g2 pedone del bianco · h2 pedone del bianco · a1 alfiere del bianco · b1 cavallo del bianco · c1 torre del bianco · d1 alfiere del bianco · e1 cavallo del bianco · f1 re del bianco · g1 torre del bianco · h1 donna del bianco | a8 alfiere del nero · b8 cavallo del nero · c8 torre del nero · d8 alfiere del nero · e8 cavallo del nero · f8 re del nero · g8 torre del nero · h8 donna del nero · a7 pedone del nero · b7 pedone del nero · c7 pedone del nero · d7 pedone del nero · e7 pedone del nero · f7 pedone del nero · g7 pedone del nero · h7 pedone del nero · a2 pedone del bianco · b2 pedone del bianco · c2 pedone del bianco · d2 pedone del bianco · e2 pedone del bianco · f2 pedone del bianco · g2 pedone del bianco · h2 pedone del bianco · a1 alfiere del bianco · b1 cavallo del bianco · c1 torre del bianco · d1 alfiere del bianco · e1 cavallo del bianco · f1 re del bianco · g1 torre del bianco · h1 donna del bianco | a8 alfiere del nero · b8 cavallo del nero · c8 torre del nero · d8 alfiere del nero · e8 cavallo del nero · f8 re del nero · g8 torre del nero · h8 donna del nero · a7 pedone del nero · b7 pedone del nero · c7 pedone del nero · d7 pedone del nero · e7 pedone del nero · f7 pedone del nero · g7 pedone del nero · h7 pedone del nero · a2 pedone del bianco · b2 pedone del bianco · c2 pedone del bianco · d2 pedone del bianco · e2 pedone del bianco · f2 pedone del bianco · g2 pedone del bianco · h2 pedone del bianco · a1 alfiere del bianco · b1 cavallo del bianco · c1 torre del bianco · d1 alfiere del bianco · e1 cavallo del bianco · f1 re del bianco · g1 torre del bianco · h1 donna del bianco | a8 alfiere del nero · b8 cavallo del nero · c8 torre del nero · d8 alfiere del nero · e8 cavallo del nero · f8 re del nero · g8 torre del nero · h8 donna del nero · a7 pedone del nero · b7 pedone del nero · c7 pedone del nero · d7 pedone del nero · e7 pedone del nero · f7 pedone del nero · g7 pedone del nero · h7 pedone del nero · a2 pedone del bianco · b2 pedone del bianco · c2 pedone del bianco · d2 pedone del bianco · e2 pedone del bianco · f2 pedone del bianco · g2 pedone del bianco · h2 pedone del bianco · a1 alfiere del bianco · b1 cavallo del bianco · c1 torre del bianco · d1 alfiere del bianco · e1 cavallo del bianco · f1 re del bianco · g1 torre del bianco · h1 donna del bianco | 7 |
| 6 | a8 alfiere del nero · b8 cavallo del nero · c8 torre del nero · d8 alfiere del nero · e8 cavallo del nero · f8 re del nero · g8 torre del nero · h8 donna del nero · a7 pedone del nero · b7 pedone del nero · c7 pedone del nero · d7 pedone del nero · e7 pedone del nero · f7 pedone del nero · g7 pedone del nero · h7 pedone del nero · a2 pedone del bianco · b2 pedone del bianco · c2 pedone del bianco · d2 pedone del bianco · e2 pedone del bianco · f2 pedone del bianco · g2 pedone del bianco · h2 pedone del bianco · a1 alfiere del bianco · b1 cavallo del bianco · c1 torre del bianco · d1 alfiere del bianco · e1 cavallo del bianco · f1 re del bianco · g1 torre del bianco · h1 donna del bianco | a8 alfiere del nero · b8 cavallo del nero · c8 torre del nero · d8 alfiere del nero · e8 cavallo del nero · f8 re del nero · g8 torre del nero · h8 donna del nero · a7 pedone del nero · b7 pedone del nero · c7 pedone del nero · d7 pedone del nero · e7 pedone del nero · f7 pedone del nero · g7 pedone del nero · h7 pedone del nero · a2 pedone del bianco · b2 pedone del bianco · c2 pedone del bianco · d2 pedone del bianco · e2 pedone del bianco · f2 pedone del bianco · g2 pedone del bianco · h2 pedone del bianco · a1 alfiere del bianco · b1 cavallo del bianco · c1 torre del bianco · d1 alfiere del bianco · e1 cavallo del bianco · f1 re del bianco · g1 torre del bianco · h1 donna del bianco | a8 alfiere del nero · b8 cavallo del nero · c8 torre del nero · d8 alfiere del nero · e8 cavallo del nero · f8 re del nero · g8 torre del nero · h8 donna del nero · a7 pedone del nero · b7 pedone del nero · c7 pedone del nero · d7 pedone del nero · e7 pedone del nero · f7 pedone del nero · g7 pedone del nero · h7 pedone del nero · a2 pedone del bianco · b2 pedone del bianco · c2 pedone del bianco · d2 pedone del bianco · e2 pedone del bianco · f2 pedone del bianco · g2 pedone del bianco · h2 pedone del bianco · a1 alfiere del bianco · b1 cavallo del bianco · c1 torre del bianco · d1 alfiere del bianco · e1 cavallo del bianco · f1 re del bianco · g1 torre del bianco · h1 donna del bianco | a8 alfiere del nero · b8 cavallo del nero · c8 torre del nero · d8 alfiere del nero · e8 cavallo del nero · f8 re del nero · g8 torre del nero · h8 donna del nero · a7 pedone del nero · b7 pedone del nero · c7 pedone del nero · d7 pedone del nero · e7 pedone del nero · f7 pedone del nero · g7 pedone del nero · h7 pedone del nero · a2 pedone del bianco · b2 pedone del bianco · c2 pedone del bianco · d2 pedone del bianco · e2 pedone del bianco · f2 pedone del bianco · g2 pedone del bianco · h2 pedone del bianco · a1 alfiere del bianco · b1 cavallo del bianco · c1 torre del bianco · d1 alfiere del bianco · e1 cavallo del bianco · f1 re del bianco · g1 torre del bianco · h1 donna del bianco | a8 alfiere del nero · b8 cavallo del nero · c8 torre del nero · d8 alfiere del nero · e8 cavallo del nero · f8 re del nero · g8 torre del nero · h8 donna del nero · a7 pedone del nero · b7 pedone del nero · c7 pedone del nero · d7 pedone del nero · e7 pedone del nero · f7 pedone del nero · g7 pedone del nero · h7 pedone del nero · a2 pedone del bianco · b2 pedone del bianco · c2 pedone del bianco · d2 pedone del bianco · e2 pedone del bianco · f2 pedone del bianco · g2 pedone del bianco · h2 pedone del bianco · a1 alfiere del bianco · b1 cavallo del bianco · c1 torre del bianco · d1 alfiere del bianco · e1 cavallo del bianco · f1 re del bianco · g1 torre del bianco · h1 donna del bianco | a8 alfiere del nero · b8 cavallo del nero · c8 torre del nero · d8 alfiere del nero · e8 cavallo del nero · f8 re del nero · g8 torre del nero · h8 donna del nero · a7 pedone del nero · b7 pedone del nero · c7 pedone del nero · d7 pedone del nero · e7 pedone del nero · f7 pedone del nero · g7 pedone del nero · h7 pedone del nero · a2 pedone del bianco · b2 pedone del bianco · c2 pedone del bianco · d2 pedone del bianco · e2 pedone del bianco · f2 pedone del bianco · g2 pedone del bianco · h2 pedone del bianco · a1 alfiere del bianco · b1 cavallo del bianco · c1 torre del bianco · d1 alfiere del bianco · e1 cavallo del bianco · f1 re del bianco · g1 torre del bianco · h1 donna del bianco | a8 alfiere del nero · b8 cavallo del nero · c8 torre del nero · d8 alfiere del nero · e8 cavallo del nero · f8 re del nero · g8 torre del nero · h8 donna del nero · a7 pedone del nero · b7 pedone del nero · c7 pedone del nero · d7 pedone del nero · e7 pedone del nero · f7 pedone del nero · g7 pedone del nero · h7 pedone del nero · a2 pedone del bianco · b2 pedone del bianco · c2 pedone del bianco · d2 pedone del bianco · e2 pedone del bianco · f2 pedone del bianco · g2 pedone del bianco · h2 pedone del bianco · a1 alfiere del bianco · b1 cavallo del bianco · c1 torre del bianco · d1 alfiere del bianco · e1 cavallo del bianco · f1 re del bianco · g1 torre del bianco · h1 donna del bianco | a8 alfiere del nero · b8 cavallo del nero · c8 torre del nero · d8 alfiere del nero · e8 cavallo del nero · f8 re del nero · g8 torre del nero · h8 donna del nero · a7 pedone del nero · b7 pedone del nero · c7 pedone del nero · d7 pedone del nero · e7 pedone del nero · f7 pedone del nero · g7 pedone del nero · h7 pedone del nero · a2 pedone del bianco · b2 pedone del bianco · c2 pedone del bianco · d2 pedone del bianco · e2 pedone del bianco · f2 pedone del bianco · g2 pedone del bianco · h2 pedone del bianco · a1 alfiere del bianco · b1 cavallo del bianco · c1 torre del bianco · d1 alfiere del bianco · e1 cavallo del bianco · f1 re del bianco · g1 torre del bianco · h1 donna del bianco | 6 |
| 5 | a8 alfiere del nero · b8 cavallo del nero · c8 torre del nero · d8 alfiere del nero · e8 cavallo del nero · f8 re del nero · g8 torre del nero · h8 donna del nero · a7 pedone del nero · b7 pedone del nero · c7 pedone del nero · d7 pedone del nero · e7 pedone del nero · f7 pedone del nero · g7 pedone del nero · h7 pedone del nero · a2 pedone del bianco · b2 pedone del bianco · c2 pedone del bianco · d2 pedone del bianco · e2 pedone del bianco · f2 pedone del bianco · g2 pedone del bianco · h2 pedone del bianco · a1 alfiere del bianco · b1 cavallo del bianco · c1 torre del bianco · d1 alfiere del bianco · e1 cavallo del bianco · f1 re del bianco · g1 torre del bianco · h1 donna del bianco | a8 alfiere del nero · b8 cavallo del nero · c8 torre del nero · d8 alfiere del nero · e8 cavallo del nero · f8 re del nero · g8 torre del nero · h8 donna del nero · a7 pedone del nero · b7 pedone del nero · c7 pedone del nero · d7 pedone del nero · e7 pedone del nero · f7 pedone del nero · g7 pedone del nero · h7 pedone del nero · a2 pedone del bianco · b2 pedone del bianco · c2 pedone del bianco · d2 pedone del bianco · e2 pedone del bianco · f2 pedone del bianco · g2 pedone del bianco · h2 pedone del bianco · a1 alfiere del bianco · b1 cavallo del bianco · c1 torre del bianco · d1 alfiere del bianco · e1 cavallo del bianco · f1 re del bianco · g1 torre del bianco · h1 donna del bianco | a8 alfiere del nero · b8 cavallo del nero · c8 torre del nero · d8 alfiere del nero · e8 cavallo del nero · f8 re del nero · g8 torre del nero · h8 donna del nero · a7 pedone del nero · b7 pedone del nero · c7 pedone del nero · d7 pedone del nero · e7 pedone del nero · f7 pedone del nero · g7 pedone del nero · h7 pedone del nero · a2 pedone del bianco · b2 pedone del bianco · c2 pedone del bianco · d2 pedone del bianco · e2 pedone del bianco · f2 pedone del bianco · g2 pedone del bianco · h2 pedone del bianco · a1 alfiere del bianco · b1 cavallo del bianco · c1 torre del bianco · d1 alfiere del bianco · e1 cavallo del bianco · f1 re del bianco · g1 torre del bianco · h1 donna del bianco | a8 alfiere del nero · b8 cavallo del nero · c8 torre del nero · d8 alfiere del nero · e8 cavallo del nero · f8 re del nero · g8 torre del nero · h8 donna del nero · a7 pedone del nero · b7 pedone del nero · c7 pedone del nero · d7 pedone del nero · e7 pedone del nero · f7 pedone del nero · g7 pedone del nero · h7 pedone del nero · a2 pedone del bianco · b2 pedone del bianco · c2 pedone del bianco · d2 pedone del bianco · e2 pedone del bianco · f2 pedone del bianco · g2 pedone del bianco · h2 pedone del bianco · a1 alfiere del bianco · b1 cavallo del bianco · c1 torre del bianco · d1 alfiere del bianco · e1 cavallo del bianco · f1 re del bianco · g1 torre del bianco · h1 donna del bianco | a8 alfiere del nero · b8 cavallo del nero · c8 torre del nero · d8 alfiere del nero · e8 cavallo del nero · f8 re del nero · g8 torre del nero · h8 donna del nero · a7 pedone del nero · b7 pedone del nero · c7 pedone del nero · d7 pedone del nero · e7 pedone del nero · f7 pedone del nero · g7 pedone del nero · h7 pedone del nero · a2 pedone del bianco · b2 pedone del bianco · c2 pedone del bianco · d2 pedone del bianco · e2 pedone del bianco · f2 pedone del bianco · g2 pedone del bianco · h2 pedone del bianco · a1 alfiere del bianco · b1 cavallo del bianco · c1 torre del bianco · d1 alfiere del bianco · e1 cavallo del bianco · f1 re del bianco · g1 torre del bianco · h1 donna del bianco | a8 alfiere del nero · b8 cavallo del nero · c8 torre del nero · d8 alfiere del nero · e8 cavallo del nero · f8 re del nero · g8 torre del nero · h8 donna del nero · a7 pedone del nero · b7 pedone del nero · c7 pedone del nero · d7 pedone del nero · e7 pedone del nero · f7 pedone del nero · g7 pedone del nero · h7 pedone del nero · a2 pedone del bianco · b2 pedone del bianco · c2 pedone del bianco · d2 pedone del bianco · e2 pedone del bianco · f2 pedone del bianco · g2 pedone del bianco · h2 pedone del bianco · a1 alfiere del bianco · b1 cavallo del bianco · c1 torre del bianco · d1 alfiere del bianco · e1 cavallo del bianco · f1 re del bianco · g1 torre del bianco · h1 donna del bianco | a8 alfiere del nero · b8 cavallo del nero · c8 torre del nero · d8 alfiere del nero · e8 cavallo del nero · f8 re del nero · g8 torre del nero · h8 donna del nero · a7 pedone del nero · b7 pedone del nero · c7 pedone del nero · d7 pedone del nero · e7 pedone del nero · f7 pedone del nero · g7 pedone del nero · h7 pedone del nero · a2 pedone del bianco · b2 pedone del bianco · c2 pedone del bianco · d2 pedone del bianco · e2 pedone del bianco · f2 pedone del bianco · g2 pedone del bianco · h2 pedone del bianco · a1 alfiere del bianco · b1 cavallo del bianco · c1 torre del bianco · d1 alfiere del bianco · e1 cavallo del bianco · f1 re del bianco · g1 torre del bianco · h1 donna del bianco | a8 alfiere del nero · b8 cavallo del nero · c8 torre del nero · d8 alfiere del nero · e8 cavallo del nero · f8 re del nero · g8 torre del nero · h8 donna del nero · a7 pedone del nero · b7 pedone del nero · c7 pedone del nero · d7 pedone del nero · e7 pedone del nero · f7 pedone del nero · g7 pedone del nero · h7 pedone del nero · a2 pedone del bianco · b2 pedone del bianco · c2 pedone del bianco · d2 pedone del bianco · e2 pedone del bianco · f2 pedone del bianco · g2 pedone del bianco · h2 pedone del bianco · a1 alfiere del bianco · b1 cavallo del bianco · c1 torre del bianco · d1 alfiere del bianco · e1 cavallo del bianco · f1 re del bianco · g1 torre del bianco · h1 donna del bianco | 5 |
| 4 | a8 alfiere del nero · b8 cavallo del nero · c8 torre del nero · d8 alfiere del nero · e8 cavallo del nero · f8 re del nero · g8 torre del nero · h8 donna del nero · a7 pedone del nero · b7 pedone del nero · c7 pedone del nero · d7 pedone del nero · e7 pedone del nero · f7 pedone del nero · g7 pedone del nero · h7 pedone del nero · a2 pedone del bianco · b2 pedone del bianco · c2 pedone del bianco · d2 pedone del bianco · e2 pedone del bianco · f2 pedone del bianco · g2 pedone del bianco · h2 pedone del bianco · a1 alfiere del bianco · b1 cavallo del bianco · c1 torre del bianco · d1 alfiere del bianco · e1 cavallo del bianco · f1 re del bianco · g1 torre del bianco · h1 donna del bianco | a8 alfiere del nero · b8 cavallo del nero · c8 torre del nero · d8 alfiere del nero · e8 cavallo del nero · f8 re del nero · g8 torre del nero · h8 donna del nero · a7 pedone del nero · b7 pedone del nero · c7 pedone del nero · d7 pedone del nero · e7 pedone del nero · f7 pedone del nero · g7 pedone del nero · h7 pedone del nero · a2 pedone del bianco · b2 pedone del bianco · c2 pedone del bianco · d2 pedone del bianco · e2 pedone del bianco · f2 pedone del bianco · g2 pedone del bianco · h2 pedone del bianco · a1 alfiere del bianco · b1 cavallo del bianco · c1 torre del bianco · d1 alfiere del bianco · e1 cavallo del bianco · f1 re del bianco · g1 torre del bianco · h1 donna del bianco | a8 alfiere del nero · b8 cavallo del nero · c8 torre del nero · d8 alfiere del nero · e8 cavallo del nero · f8 re del nero · g8 torre del nero · h8 donna del nero · a7 pedone del nero · b7 pedone del nero · c7 pedone del nero · d7 pedone del nero · e7 pedone del nero · f7 pedone del nero · g7 pedone del nero · h7 pedone del nero · a2 pedone del bianco · b2 pedone del bianco · c2 pedone del bianco · d2 pedone del bianco · e2 pedone del bianco · f2 pedone del bianco · g2 pedone del bianco · h2 pedone del bianco · a1 alfiere del bianco · b1 cavallo del bianco · c1 torre del bianco · d1 alfiere del bianco · e1 cavallo del bianco · f1 re del bianco · g1 torre del bianco · h1 donna del bianco | a8 alfiere del nero · b8 cavallo del nero · c8 torre del nero · d8 alfiere del nero · e8 cavallo del nero · f8 re del nero · g8 torre del nero · h8 donna del nero · a7 pedone del nero · b7 pedone del nero · c7 pedone del nero · d7 pedone del nero · e7 pedone del nero · f7 pedone del nero · g7 pedone del nero · h7 pedone del nero · a2 pedone del bianco · b2 pedone del bianco · c2 pedone del bianco · d2 pedone del bianco · e2 pedone del bianco · f2 pedone del bianco · g2 pedone del bianco · h2 pedone del bianco · a1 alfiere del bianco · b1 cavallo del bianco · c1 torre del bianco · d1 alfiere del bianco · e1 cavallo del bianco · f1 re del bianco · g1 torre del bianco · h1 donna del bianco | a8 alfiere del nero · b8 cavallo del nero · c8 torre del nero · d8 alfiere del nero · e8 cavallo del nero · f8 re del nero · g8 torre del nero · h8 donna del nero · a7 pedone del nero · b7 pedone del nero · c7 pedone del nero · d7 pedone del nero · e7 pedone del nero · f7 pedone del nero · g7 pedone del nero · h7 pedone del nero · a2 pedone del bianco · b2 pedone del bianco · c2 pedone del bianco · d2 pedone del bianco · e2 pedone del bianco · f2 pedone del bianco · g2 pedone del bianco · h2 pedone del bianco · a1 alfiere del bianco · b1 cavallo del bianco · c1 torre del bianco · d1 alfiere del bianco · e1 cavallo del bianco · f1 re del bianco · g1 torre del bianco · h1 donna del bianco | a8 alfiere del nero · b8 cavallo del nero · c8 torre del nero · d8 alfiere del nero · e8 cavallo del nero · f8 re del nero · g8 torre del nero · h8 donna del nero · a7 pedone del nero · b7 pedone del nero · c7 pedone del nero · d7 pedone del nero · e7 pedone del nero · f7 pedone del nero · g7 pedone del nero · h7 pedone del nero · a2 pedone del bianco · b2 pedone del bianco · c2 pedone del bianco · d2 pedone del bianco · e2 pedone del bianco · f2 pedone del bianco · g2 pedone del bianco · h2 pedone del bianco · a1 alfiere del bianco · b1 cavallo del bianco · c1 torre del bianco · d1 alfiere del bianco · e1 cavallo del bianco · f1 re del bianco · g1 torre del bianco · h1 donna del bianco | a8 alfiere del nero · b8 cavallo del nero · c8 torre del nero · d8 alfiere del nero · e8 cavallo del nero · f8 re del nero · g8 torre del nero · h8 donna del nero · a7 pedone del nero · b7 pedone del nero · c7 pedone del nero · d7 pedone del nero · e7 pedone del nero · f7 pedone del nero · g7 pedone del nero · h7 pedone del nero · a2 pedone del bianco · b2 pedone del bianco · c2 pedone del bianco · d2 pedone del bianco · e2 pedone del bianco · f2 pedone del bianco · g2 pedone del bianco · h2 pedone del bianco · a1 alfiere del bianco · b1 cavallo del bianco · c1 torre del bianco · d1 alfiere del bianco · e1 cavallo del bianco · f1 re del bianco · g1 torre del bianco · h1 donna del bianco | a8 alfiere del nero · b8 cavallo del nero · c8 torre del nero · d8 alfiere del nero · e8 cavallo del nero · f8 re del nero · g8 torre del nero · h8 donna del nero · a7 pedone del nero · b7 pedone del nero · c7 pedone del nero · d7 pedone del nero · e7 pedone del nero · f7 pedone del nero · g7 pedone del nero · h7 pedone del nero · a2 pedone del bianco · b2 pedone del bianco · c2 pedone del bianco · d2 pedone del bianco · e2 pedone del bianco · f2 pedone del bianco · g2 pedone del bianco · h2 pedone del bianco · a1 alfiere del bianco · b1 cavallo del bianco · c1 torre del bianco · d1 alfiere del bianco · e1 cavallo del bianco · f1 re del bianco · g1 torre del bianco · h1 donna del bianco | 4 |
| 3 | a8 alfiere del nero · b8 cavallo del nero · c8 torre del nero · d8 alfiere del nero · e8 cavallo del nero · f8 re del nero · g8 torre del nero · h8 donna del nero · a7 pedone del nero · b7 pedone del nero · c7 pedone del nero · d7 pedone del nero · e7 pedone del nero · f7 pedone del nero · g7 pedone del nero · h7 pedone del nero · a2 pedone del bianco · b2 pedone del bianco · c2 pedone del bianco · d2 pedone del bianco · e2 pedone del bianco · f2 pedone del bianco · g2 pedone del bianco · h2 pedone del bianco · a1 alfiere del bianco · b1 cavallo del bianco · c1 torre del bianco · d1 alfiere del bianco · e1 cavallo del bianco · f1 re del bianco · g1 torre del bianco · h1 donna del bianco | a8 alfiere del nero · b8 cavallo del nero · c8 torre del nero · d8 alfiere del nero · e8 cavallo del nero · f8 re del nero · g8 torre del nero · h8 donna del nero · a7 pedone del nero · b7 pedone del nero · c7 pedone del nero · d7 pedone del nero · e7 pedone del nero · f7 pedone del nero · g7 pedone del nero · h7 pedone del nero · a2 pedone del bianco · b2 pedone del bianco · c2 pedone del bianco · d2 pedone del bianco · e2 pedone del bianco · f2 pedone del bianco · g2 pedone del bianco · h2 pedone del bianco · a1 alfiere del bianco · b1 cavallo del bianco · c1 torre del bianco · d1 alfiere del bianco · e1 cavallo del bianco · f1 re del bianco · g1 torre del bianco · h1 donna del bianco | a8 alfiere del nero · b8 cavallo del nero · c8 torre del nero · d8 alfiere del nero · e8 cavallo del nero · f8 re del nero · g8 torre del nero · h8 donna del nero · a7 pedone del nero · b7 pedone del nero · c7 pedone del nero · d7 pedone del nero · e7 pedone del nero · f7 pedone del nero · g7 pedone del nero · h7 pedone del nero · a2 pedone del bianco · b2 pedone del bianco · c2 pedone del bianco · d2 pedone del bianco · e2 pedone del bianco · f2 pedone del bianco · g2 pedone del bianco · h2 pedone del bianco · a1 alfiere del bianco · b1 cavallo del bianco · c1 torre del bianco · d1 alfiere del bianco · e1 cavallo del bianco · f1 re del bianco · g1 torre del bianco · h1 donna del bianco | a8 alfiere del nero · b8 cavallo del nero · c8 torre del nero · d8 alfiere del nero · e8 cavallo del nero · f8 re del nero · g8 torre del nero · h8 donna del nero · a7 pedone del nero · b7 pedone del nero · c7 pedone del nero · d7 pedone del nero · e7 pedone del nero · f7 pedone del nero · g7 pedone del nero · h7 pedone del nero · a2 pedone del bianco · b2 pedone del bianco · c2 pedone del bianco · d2 pedone del bianco · e2 pedone del bianco · f2 pedone del bianco · g2 pedone del bianco · h2 pedone del bianco · a1 alfiere del bianco · b1 cavallo del bianco · c1 torre del bianco · d1 alfiere del bianco · e1 cavallo del bianco · f1 re del bianco · g1 torre del bianco · h1 donna del bianco | a8 alfiere del nero · b8 cavallo del nero · c8 torre del nero · d8 alfiere del nero · e8 cavallo del nero · f8 re del nero · g8 torre del nero · h8 donna del nero · a7 pedone del nero · b7 pedone del nero · c7 pedone del nero · d7 pedone del nero · e7 pedone del nero · f7 pedone del nero · g7 pedone del nero · h7 pedone del nero · a2 pedone del bianco · b2 pedone del bianco · c2 pedone del bianco · d2 pedone del bianco · e2 pedone del bianco · f2 pedone del bianco · g2 pedone del bianco · h2 pedone del bianco · a1 alfiere del bianco · b1 cavallo del bianco · c1 torre del bianco · d1 alfiere del bianco · e1 cavallo del bianco · f1 re del bianco · g1 torre del bianco · h1 donna del bianco | a8 alfiere del nero · b8 cavallo del nero · c8 torre del nero · d8 alfiere del nero · e8 cavallo del nero · f8 re del nero · g8 torre del nero · h8 donna del nero · a7 pedone del nero · b7 pedone del nero · c7 pedone del nero · d7 pedone del nero · e7 pedone del nero · f7 pedone del nero · g7 pedone del nero · h7 pedone del nero · a2 pedone del bianco · b2 pedone del bianco · c2 pedone del bianco · d2 pedone del bianco · e2 pedone del bianco · f2 pedone del bianco · g2 pedone del bianco · h2 pedone del bianco · a1 alfiere del bianco · b1 cavallo del bianco · c1 torre del bianco · d1 alfiere del bianco · e1 cavallo del bianco · f1 re del bianco · g1 torre del bianco · h1 donna del bianco | a8 alfiere del nero · b8 cavallo del nero · c8 torre del nero · d8 alfiere del nero · e8 cavallo del nero · f8 re del nero · g8 torre del nero · h8 donna del nero · a7 pedone del nero · b7 pedone del nero · c7 pedone del nero · d7 pedone del nero · e7 pedone del nero · f7 pedone del nero · g7 pedone del nero · h7 pedone del nero · a2 pedone del bianco · b2 pedone del bianco · c2 pedone del bianco · d2 pedone del bianco · e2 pedone del bianco · f2 pedone del bianco · g2 pedone del bianco · h2 pedone del bianco · a1 alfiere del bianco · b1 cavallo del bianco · c1 torre del bianco · d1 alfiere del bianco · e1 cavallo del bianco · f1 re del bianco · g1 torre del bianco · h1 donna del bianco | a8 alfiere del nero · b8 cavallo del nero · c8 torre del nero · d8 alfiere del nero · e8 cavallo del nero · f8 re del nero · g8 torre del nero · h8 donna del nero · a7 pedone del nero · b7 pedone del nero · c7 pedone del nero · d7 pedone del nero · e7 pedone del nero · f7 pedone del nero · g7 pedone del nero · h7 pedone del nero · a2 pedone del bianco · b2 pedone del bianco · c2 pedone del bianco · d2 pedone del bianco · e2 pedone del bianco · f2 pedone del bianco · g2 pedone del bianco · h2 pedone del bianco · a1 alfiere del bianco · b1 cavallo del bianco · c1 torre del bianco · d1 alfiere del bianco · e1 cavallo del bianco · f1 re del bianco · g1 torre del bianco · h1 donna del bianco | 3 |
| 2 | a8 alfiere del nero · b8 cavallo del nero · c8 torre del nero · d8 alfiere del nero · e8 cavallo del nero · f8 re del nero · g8 torre del nero · h8 donna del nero · a7 pedone del nero · b7 pedone del nero · c7 pedone del nero · d7 pedone del nero · e7 pedone del nero · f7 pedone del nero · g7 pedone del nero · h7 pedone del nero · a2 pedone del bianco · b2 pedone del bianco · c2 pedone del bianco · d2 pedone del bianco · e2 pedone del bianco · f2 pedone del bianco · g2 pedone del bianco · h2 pedone del bianco · a1 alfiere del bianco · b1 cavallo del bianco · c1 torre del bianco · d1 alfiere del bianco · e1 cavallo del bianco · f1 re del bianco · g1 torre del bianco · h1 donna del bianco | a8 alfiere del nero · b8 cavallo del nero · c8 torre del nero · d8 alfiere del nero · e8 cavallo del nero · f8 re del nero · g8 torre del nero · h8 donna del nero · a7 pedone del nero · b7 pedone del nero · c7 pedone del nero · d7 pedone del nero · e7 pedone del nero · f7 pedone del nero · g7 pedone del nero · h7 pedone del nero · a2 pedone del bianco · b2 pedone del bianco · c2 pedone del bianco · d2 pedone del bianco · e2 pedone del bianco · f2 pedone del bianco · g2 pedone del bianco · h2 pedone del bianco · a1 alfiere del bianco · b1 cavallo del bianco · c1 torre del bianco · d1 alfiere del bianco · e1 cavallo del bianco · f1 re del bianco · g1 torre del bianco · h1 donna del bianco | a8 alfiere del nero · b8 cavallo del nero · c8 torre del nero · d8 alfiere del nero · e8 cavallo del nero · f8 re del nero · g8 torre del nero · h8 donna del nero · a7 pedone del nero · b7 pedone del nero · c7 pedone del nero · d7 pedone del nero · e7 pedone del nero · f7 pedone del nero · g7 pedone del nero · h7 pedone del nero · a2 pedone del bianco · b2 pedone del bianco · c2 pedone del bianco · d2 pedone del bianco · e2 pedone del bianco · f2 pedone del bianco · g2 pedone del bianco · h2 pedone del bianco · a1 alfiere del bianco · b1 cavallo del bianco · c1 torre del bianco · d1 alfiere del bianco · e1 cavallo del bianco · f1 re del bianco · g1 torre del bianco · h1 donna del bianco | a8 alfiere del nero · b8 cavallo del nero · c8 torre del nero · d8 alfiere del nero · e8 cavallo del nero · f8 re del nero · g8 torre del nero · h8 donna del nero · a7 pedone del nero · b7 pedone del nero · c7 pedone del nero · d7 pedone del nero · e7 pedone del nero · f7 pedone del nero · g7 pedone del nero · h7 pedone del nero · a2 pedone del bianco · b2 pedone del bianco · c2 pedone del bianco · d2 pedone del bianco · e2 pedone del bianco · f2 pedone del bianco · g2 pedone del bianco · h2 pedone del bianco · a1 alfiere del bianco · b1 cavallo del bianco · c1 torre del bianco · d1 alfiere del bianco · e1 cavallo del bianco · f1 re del bianco · g1 torre del bianco · h1 donna del bianco | a8 alfiere del nero · b8 cavallo del nero · c8 torre del nero · d8 alfiere del nero · e8 cavallo del nero · f8 re del nero · g8 torre del nero · h8 donna del nero · a7 pedone del nero · b7 pedone del nero · c7 pedone del nero · d7 pedone del nero · e7 pedone del nero · f7 pedone del nero · g7 pedone del nero · h7 pedone del nero · a2 pedone del bianco · b2 pedone del bianco · c2 pedone del bianco · d2 pedone del bianco · e2 pedone del bianco · f2 pedone del bianco · g2 pedone del bianco · h2 pedone del bianco · a1 alfiere del bianco · b1 cavallo del bianco · c1 torre del bianco · d1 alfiere del bianco · e1 cavallo del bianco · f1 re del bianco · g1 torre del bianco · h1 donna del bianco | a8 alfiere del nero · b8 cavallo del nero · c8 torre del nero · d8 alfiere del nero · e8 cavallo del nero · f8 re del nero · g8 torre del nero · h8 donna del nero · a7 pedone del nero · b7 pedone del nero · c7 pedone del nero · d7 pedone del nero · e7 pedone del nero · f7 pedone del nero · g7 pedone del nero · h7 pedone del nero · a2 pedone del bianco · b2 pedone del bianco · c2 pedone del bianco · d2 pedone del bianco · e2 pedone del bianco · f2 pedone del bianco · g2 pedone del bianco · h2 pedone del bianco · a1 alfiere del bianco · b1 cavallo del bianco · c1 torre del bianco · d1 alfiere del bianco · e1 cavallo del bianco · f1 re del bianco · g1 torre del bianco · h1 donna del bianco | a8 alfiere del nero · b8 cavallo del nero · c8 torre del nero · d8 alfiere del nero · e8 cavallo del nero · f8 re del nero · g8 torre del nero · h8 donna del nero · a7 pedone del nero · b7 pedone del nero · c7 pedone del nero · d7 pedone del nero · e7 pedone del nero · f7 pedone del nero · g7 pedone del nero · h7 pedone del nero · a2 pedone del bianco · b2 pedone del bianco · c2 pedone del bianco · d2 pedone del bianco · e2 pedone del bianco · f2 pedone del bianco · g2 pedone del bianco · h2 pedone del bianco · a1 alfiere del bianco · b1 cavallo del bianco · c1 torre del bianco · d1 alfiere del bianco · e1 cavallo del bianco · f1 re del bianco · g1 torre del bianco · h1 donna del bianco | a8 alfiere del nero · b8 cavallo del nero · c8 torre del nero · d8 alfiere del nero · e8 cavallo del nero · f8 re del nero · g8 torre del nero · h8 donna del nero · a7 pedone del nero · b7 pedone del nero · c7 pedone del nero · d7 pedone del nero · e7 pedone del nero · f7 pedone del nero · g7 pedone del nero · h7 pedone del nero · a2 pedone del bianco · b2 pedone del bianco · c2 pedone del bianco · d2 pedone del bianco · e2 pedone del bianco · f2 pedone del bianco · g2 pedone del bianco · h2 pedone del bianco · a1 alfiere del bianco · b1 cavallo del bianco · c1 torre del bianco · d1 alfiere del bianco · e1 cavallo del bianco · f1 re del bianco · g1 torre del bianco · h1 donna del bianco | 2 |
| 1 | a8 alfiere del nero · b8 cavallo del nero · c8 torre del nero · d8 alfiere del nero · e8 cavallo del nero · f8 re del nero · g8 torre del nero · h8 donna del nero · a7 pedone del nero · b7 pedone del nero · c7 pedone del nero · d7 pedone del nero · e7 pedone del nero · f7 pedone del nero · g7 pedone del nero · h7 pedone del nero · a2 pedone del bianco · b2 pedone del bianco · c2 pedone del bianco · d2 pedone del bianco · e2 pedone del bianco · f2 pedone del bianco · g2 pedone del bianco · h2 pedone del bianco · a1 alfiere del bianco · b1 cavallo del bianco · c1 torre del bianco · d1 alfiere del bianco · e1 cavallo del bianco · f1 re del bianco · g1 torre del bianco · h1 donna del bianco | a8 alfiere del nero · b8 cavallo del nero · c8 torre del nero · d8 alfiere del nero · e8 cavallo del nero · f8 re del nero · g8 torre del nero · h8 donna del nero · a7 pedone del nero · b7 pedone del nero · c7 pedone del nero · d7 pedone del nero · e7 pedone del nero · f7 pedone del nero · g7 pedone del nero · h7 pedone del nero · a2 pedone del bianco · b2 pedone del bianco · c2 pedone del bianco · d2 pedone del bianco · e2 pedone del bianco · f2 pedone del bianco · g2 pedone del bianco · h2 pedone del bianco · a1 alfiere del bianco · b1 cavallo del bianco · c1 torre del bianco · d1 alfiere del bianco · e1 cavallo del bianco · f1 re del bianco · g1 torre del bianco · h1 donna del bianco | a8 alfiere del nero · b8 cavallo del nero · c8 torre del nero · d8 alfiere del nero · e8 cavallo del nero · f8 re del nero · g8 torre del nero · h8 donna del nero · a7 pedone del nero · b7 pedone del nero · c7 pedone del nero · d7 pedone del nero · e7 pedone del nero · f7 pedone del nero · g7 pedone del nero · h7 pedone del nero · a2 pedone del bianco · b2 pedone del bianco · c2 pedone del bianco · d2 pedone del bianco · e2 pedone del bianco · f2 pedone del bianco · g2 pedone del bianco · h2 pedone del bianco · a1 alfiere del bianco · b1 cavallo del bianco · c1 torre del bianco · d1 alfiere del bianco · e1 cavallo del bianco · f1 re del bianco · g1 torre del bianco · h1 donna del bianco | a8 alfiere del nero · b8 cavallo del nero · c8 torre del nero · d8 alfiere del nero · e8 cavallo del nero · f8 re del nero · g8 torre del nero · h8 donna del nero · a7 pedone del nero · b7 pedone del nero · c7 pedone del nero · d7 pedone del nero · e7 pedone del nero · f7 pedone del nero · g7 pedone del nero · h7 pedone del nero · a2 pedone del bianco · b2 pedone del bianco · c2 pedone del bianco · d2 pedone del bianco · e2 pedone del bianco · f2 pedone del bianco · g2 pedone del bianco · h2 pedone del bianco · a1 alfiere del bianco · b1 cavallo del bianco · c1 torre del bianco · d1 alfiere del bianco · e1 cavallo del bianco · f1 re del bianco · g1 torre del bianco · h1 donna del bianco | a8 alfiere del nero · b8 cavallo del nero · c8 torre del nero · d8 alfiere del nero · e8 cavallo del nero · f8 re del nero · g8 torre del nero · h8 donna del nero · a7 pedone del nero · b7 pedone del nero · c7 pedone del nero · d7 pedone del nero · e7 pedone del nero · f7 pedone del nero · g7 pedone del nero · h7 pedone del nero · a2 pedone del bianco · b2 pedone del bianco · c2 pedone del bianco · d2 pedone del bianco · e2 pedone del bianco · f2 pedone del bianco · g2 pedone del bianco · h2 pedone del bianco · a1 alfiere del bianco · b1 cavallo del bianco · c1 torre del bianco · d1 alfiere del bianco · e1 cavallo del bianco · f1 re del bianco · g1 torre del bianco · h1 donna del bianco | a8 alfiere del nero · b8 cavallo del nero · c8 torre del nero · d8 alfiere del nero · e8 cavallo del nero · f8 re del nero · g8 torre del nero · h8 donna del nero · a7 pedone del nero · b7 pedone del nero · c7 pedone del nero · d7 pedone del nero · e7 pedone del nero · f7 pedone del nero · g7 pedone del nero · h7 pedone del nero · a2 pedone del bianco · b2 pedone del bianco · c2 pedone del bianco · d2 pedone del bianco · e2 pedone del bianco · f2 pedone del bianco · g2 pedone del bianco · h2 pedone del bianco · a1 alfiere del bianco · b1 cavallo del bianco · c1 torre del bianco · d1 alfiere del bianco · e1 cavallo del bianco · f1 re del bianco · g1 torre del bianco · h1 donna del bianco | a8 alfiere del nero · b8 cavallo del nero · c8 torre del nero · d8 alfiere del nero · e8 cavallo del nero · f8 re del nero · g8 torre del nero · h8 donna del nero · a7 pedone del nero · b7 pedone del nero · c7 pedone del nero · d7 pedone del nero · e7 pedone del nero · f7 pedone del nero · g7 pedone del nero · h7 pedone del nero · a2 pedone del bianco · b2 pedone del bianco · c2 pedone del bianco · d2 pedone del bianco · e2 pedone del bianco · f2 pedone del bianco · g2 pedone del bianco · h2 pedone del bianco · a1 alfiere del bianco · b1 cavallo del bianco · c1 torre del bianco · d1 alfiere del bianco · e1 cavallo del bianco · f1 re del bianco · g1 torre del bianco · h1 donna del bianco | a8 alfiere del nero · b8 cavallo del nero · c8 torre del nero · d8 alfiere del nero · e8 cavallo del nero · f8 re del nero · g8 torre del nero · h8 donna del nero · a7 pedone del nero · b7 pedone del nero · c7 pedone del nero · d7 pedone del nero · e7 pedone del nero · f7 pedone del nero · g7 pedone del nero · h7 pedone del nero · a2 pedone del bianco · b2 pedone del bianco · c2 pedone del bianco · d2 pedone del bianco · e2 pedone del bianco · f2 pedone del bianco · g2 pedone del bianco · h2 pedone del bianco · a1 alfiere del bianco · b1 cavallo del bianco · c1 torre del bianco · d1 alfiere del bianco · e1 cavallo del bianco · f1 re del bianco · g1 torre del bianco · h1 donna del bianco | 1 |
|   | a | b | c | d | e | f | g | h |   |

Il gioco Scacchi960, noto anche come Freestyle o Fischerandom ("scacchi casuali" di Fischer), è una variante eterodossa del gioco degli scacchi.
Il nome deriva dal fatto che sono esattamente 960 le possibili posizioni di partenza della partita.

## Storia
Nota precedentemente con il nome di Shuffle Chess (scacchi mescolati), questa variante degli scacchi fu resa celebre da Bobby Fischer, che la tenne ufficialmente a battesimo il 19 giugno 1996 a Buenos Aires.
Fischer, come universalmente noto, fu uno dei campioni più forti ed innovativi nella storia degli scacchi. A queste caratteristiche univa una personalità vulcanica.
Il giocatore statunitense riteneva che la memorizzazione di un ampio numero di varianti imposta dalla vastità della teoria contemporanea andasse a tutto discapito della creatività e del talento, così si risolse a perfezionare e proporre al mondo scacchistico questa innovazione del millenario gioco. Fischer però non ha mai preso parte ad una competizione pubblica di "scacchi random".
Prese il nome di Chess960 in seguito ad un sondaggio organizzato da Hans-Walter Schmitt, presidente del club di scacchi tedesco Frankfurter Chess Tigers.
La variante ha ottenuto tuttavia un successo moderato, con l'organizzazione di un piccolo numero di incontri e tornei a cui hanno preso parte dei Grandi Maestri e, nel 2001, con l'istituzione di un Campionato del mondo di Scacchi960.
Il 14 agosto 2003 fu fondata a Magonza (Germania) la World New Chess Association (WNCA), con primo presidente Jens Beutel, sindaco di Magonza. La WNCA manteneva una propria classifica ufficiale dei giocatori di Scacchi960. 
Dal 2019 la FIDE ha istituito ufficialmente il campionato del mondo di Fischer Random, la prima edizione del quale fu vinta dallo statunitense Wesley So.

## Regolamento
I pezzi e lo scopo del gioco coincidono con quelli degli scacchi ortodossi.
Vengono disposti i pedoni nelle case usuali e gli altri pezzi del bianco a caso, rispettando le seguenti regole:
1. Gli alfieri devono essere uno su casa nera e uno su casa bianca
2. Le torri devono essere una alla destra e una alla sinistra del re

Esiste un "mescolatore computerizzato degli scacchi Fischer Random" (Fischer Random Chess Computerized Shuffler), un programma che allestisce una delle 960 disposizioni legali. Nelle competizioni non ufficiali i giocatori possono accordarsi su una delle 960 posizioni legali.
Dopo di ciò i pezzi del nero sono disposti simmetricamente. Ad esempio, se il bianco ha la torre in a1, il nero avrà la torre in a8.
Nel gioco amichevole, si può decidere di mettere un pezzo alla volta da parte di ognuno dei giocatori, in maniera che la posizione finale sarà casuale. Ad esempio, il primo giocatore decide dove mettere un alfiere, il secondo giocatore quindi copia la posizione dell'alfiere (che però sarà di campo opposto) e decide dove mettere una torre, il primo giocatore dovrà quindi copiare la posizione della torre e piazzare un altro pezzo, e così via fino alla fine dei pezzi, avendo cura di rispettare le posizioni obbligate (cioè, come detto sopra, i due alfieri devono essere su case di colore diverso e il re deve essere in mezzo alle torri).

### L'arrocco
La posizione finale del re e della torre, del lato scelto per l'arrocco, deve essere come quella degli scacchi ortodossi. Ad esempio, nel caso dell'arrocco corto, il re finisce in g1 e la torre in f1, quali che siano le posizioni iniziali. Pertanto può essere eseguito in quattro modi differenti, a seconda della disposizione iniziale del re e delle torri.
1. Arrocco a movimento doppio: sono mossi sia il re che la torre (come nell'arrocco degli scacchi ortodossi)
2. Trasposizione: re e torre scambiano posizione
3. Movimento unico del re
4. Movimento unico della torre

Non è possibile arroccare catturando, arroccare quando altri pezzi sono posizionati fra il re e la torre arroccante, arroccare quando si è sotto scacco o arroccare in una posizione che porta ad essere sotto scacco. Inoltre il re non può arroccare attraversando caselle minacciate dall'avversario, né attraversando la torre se questa è sotto minaccia.
Non può arroccare un re o una torre che ha mosso (anche se poi è ritornato nella posizione iniziale). Si può arroccare una sola volta durante la partita.
Nel caso l'arrocco non preveda il movimento del re, è regola non ufficiale ma piuttosto diffusa il toccare un paio di volte il re in testa, con piccole e veloci pacche, prima di effettuare l'arrocco, che altrimenti potrebbe essere confuso con una semplice mossa di torre.

#### Esempi di arrocco
|   | a | b | c | d | e | f | g | h |   |
| 8 | a8 cavallo del nero · b8 cavallo del nero · c8 torre del nero · d8 re del nero · e8 donna del nero · f8 torre del nero · g8 alfiere del nero · h8 alfiere del nero · a7 pedone del nero · b7 pedone del nero · c7 pedone del nero · d7 pedone del nero · e7 pedone del nero · f7 pedone del nero · g7 pedone del nero · h7 pedone del nero · a2 pedone del bianco · b2 pedone del bianco · c2 pedone del bianco · d2 pedone del bianco · e2 pedone del bianco · f2 pedone del bianco · g2 pedone del bianco · h2 pedone del bianco · a1 cavallo del bianco · b1 cavallo del bianco · c1 torre del bianco · d1 re del bianco · e1 donna del bianco · f1 torre del bianco · g1 alfiere del bianco · h1 alfiere del bianco | a8 cavallo del nero · b8 cavallo del nero · c8 torre del nero · d8 re del nero · e8 donna del nero · f8 torre del nero · g8 alfiere del nero · h8 alfiere del nero · a7 pedone del nero · b7 pedone del nero · c7 pedone del nero · d7 pedone del nero · e7 pedone del nero · f7 pedone del nero · g7 pedone del nero · h7 pedone del nero · a2 pedone del bianco · b2 pedone del bianco · c2 pedone del bianco · d2 pedone del bianco · e2 pedone del bianco · f2 pedone del bianco · g2 pedone del bianco · h2 pedone del bianco · a1 cavallo del bianco · b1 cavallo del bianco · c1 torre del bianco · d1 re del bianco · e1 donna del bianco · f1 torre del bianco · g1 alfiere del bianco · h1 alfiere del bianco | a8 cavallo del nero · b8 cavallo del nero · c8 torre del nero · d8 re del nero · e8 donna del nero · f8 torre del nero · g8 alfiere del nero · h8 alfiere del nero · a7 pedone del nero · b7 pedone del nero · c7 pedone del nero · d7 pedone del nero · e7 pedone del nero · f7 pedone del nero · g7 pedone del nero · h7 pedone del nero · a2 pedone del bianco · b2 pedone del bianco · c2 pedone del bianco · d2 pedone del bianco · e2 pedone del bianco · f2 pedone del bianco · g2 pedone del bianco · h2 pedone del bianco · a1 cavallo del bianco · b1 cavallo del bianco · c1 torre del bianco · d1 re del bianco · e1 donna del bianco · f1 torre del bianco · g1 alfiere del bianco · h1 alfiere del bianco | a8 cavallo del nero · b8 cavallo del nero · c8 torre del nero · d8 re del nero · e8 donna del nero · f8 torre del nero · g8 alfiere del nero · h8 alfiere del nero · a7 pedone del nero · b7 pedone del nero · c7 pedone del nero · d7 pedone del nero · e7 pedone del nero · f7 pedone del nero · g7 pedone del nero · h7 pedone del nero · a2 pedone del bianco · b2 pedone del bianco · c2 pedone del bianco · d2 pedone del bianco · e2 pedone del bianco · f2 pedone del bianco · g2 pedone del bianco · h2 pedone del bianco · a1 cavallo del bianco · b1 cavallo del bianco · c1 torre del bianco · d1 re del bianco · e1 donna del bianco · f1 torre del bianco · g1 alfiere del bianco · h1 alfiere del bianco | a8 cavallo del nero · b8 cavallo del nero · c8 torre del nero · d8 re del nero · e8 donna del nero · f8 torre del nero · g8 alfiere del nero · h8 alfiere del nero · a7 pedone del nero · b7 pedone del nero · c7 pedone del nero · d7 pedone del nero · e7 pedone del nero · f7 pedone del nero · g7 pedone del nero · h7 pedone del nero · a2 pedone del bianco · b2 pedone del bianco · c2 pedone del bianco · d2 pedone del bianco · e2 pedone del bianco · f2 pedone del bianco · g2 pedone del bianco · h2 pedone del bianco · a1 cavallo del bianco · b1 cavallo del bianco · c1 torre del bianco · d1 re del bianco · e1 donna del bianco · f1 torre del bianco · g1 alfiere del bianco · h1 alfiere del bianco | a8 cavallo del nero · b8 cavallo del nero · c8 torre del nero · d8 re del nero · e8 donna del nero · f8 torre del nero · g8 alfiere del nero · h8 alfiere del nero · a7 pedone del nero · b7 pedone del nero · c7 pedone del nero · d7 pedone del nero · e7 pedone del nero · f7 pedone del nero · g7 pedone del nero · h7 pedone del nero · a2 pedone del bianco · b2 pedone del bianco · c2 pedone del bianco · d2 pedone del bianco · e2 pedone del bianco · f2 pedone del bianco · g2 pedone del bianco · h2 pedone del bianco · a1 cavallo del bianco · b1 cavallo del bianco · c1 torre del bianco · d1 re del bianco · e1 donna del bianco · f1 torre del bianco · g1 alfiere del bianco · h1 alfiere del bianco | a8 cavallo del nero · b8 cavallo del nero · c8 torre del nero · d8 re del nero · e8 donna del nero · f8 torre del nero · g8 alfiere del nero · h8 alfiere del nero · a7 pedone del nero · b7 pedone del nero · c7 pedone del nero · d7 pedone del nero · e7 pedone del nero · f7 pedone del nero · g7 pedone del nero · h7 pedone del nero · a2 pedone del bianco · b2 pedone del bianco · c2 pedone del bianco · d2 pedone del bianco · e2 pedone del bianco · f2 pedone del bianco · g2 pedone del bianco · h2 pedone del bianco · a1 cavallo del bianco · b1 cavallo del bianco · c1 torre del bianco · d1 re del bianco · e1 donna del bianco · f1 torre del bianco · g1 alfiere del bianco · h1 alfiere del bianco | a8 cavallo del nero · b8 cavallo del nero · c8 torre del nero · d8 re del nero · e8 donna del nero · f8 torre del nero · g8 alfiere del nero · h8 alfiere del nero · a7 pedone del nero · b7 pedone del nero · c7 pedone del nero · d7 pedone del nero · e7 pedone del nero · f7 pedone del nero · g7 pedone del nero · h7 pedone del nero · a2 pedone del bianco · b2 pedone del bianco · c2 pedone del bianco · d2 pedone del bianco · e2 pedone del bianco · f2 pedone del bianco · g2 pedone del bianco · h2 pedone del bianco · a1 cavallo del bianco · b1 cavallo del bianco · c1 torre del bianco · d1 re del bianco · e1 donna del bianco · f1 torre del bianco · g1 alfiere del bianco · h1 alfiere del bianco | 8 |
| 7 | a8 cavallo del nero · b8 cavallo del nero · c8 torre del nero · d8 re del nero · e8 donna del nero · f8 torre del nero · g8 alfiere del nero · h8 alfiere del nero · a7 pedone del nero · b7 pedone del nero · c7 pedone del nero · d7 pedone del nero · e7 pedone del nero · f7 pedone del nero · g7 pedone del nero · h7 pedone del nero · a2 pedone del bianco · b2 pedone del bianco · c2 pedone del bianco · d2 pedone del bianco · e2 pedone del bianco · f2 pedone del bianco · g2 pedone del bianco · h2 pedone del bianco · a1 cavallo del bianco · b1 cavallo del bianco · c1 torre del bianco · d1 re del bianco · e1 donna del bianco · f1 torre del bianco · g1 alfiere del bianco · h1 alfiere del bianco | a8 cavallo del nero · b8 cavallo del nero · c8 torre del nero · d8 re del nero · e8 donna del nero · f8 torre del nero · g8 alfiere del nero · h8 alfiere del nero · a7 pedone del nero · b7 pedone del nero · c7 pedone del nero · d7 pedone del nero · e7 pedone del nero · f7 pedone del nero · g7 pedone del nero · h7 pedone del nero · a2 pedone del bianco · b2 pedone del bianco · c2 pedone del bianco · d2 pedone del bianco · e2 pedone del bianco · f2 pedone del bianco · g2 pedone del bianco · h2 pedone del bianco · a1 cavallo del bianco · b1 cavallo del bianco · c1 torre del bianco · d1 re del bianco · e1 donna del bianco · f1 torre del bianco · g1 alfiere del bianco · h1 alfiere del bianco | a8 cavallo del nero · b8 cavallo del nero · c8 torre del nero · d8 re del nero · e8 donna del nero · f8 torre del nero · g8 alfiere del nero · h8 alfiere del nero · a7 pedone del nero · b7 pedone del nero · c7 pedone del nero · d7 pedone del nero · e7 pedone del nero · f7 pedone del nero · g7 pedone del nero · h7 pedone del nero · a2 pedone del bianco · b2 pedone del bianco · c2 pedone del bianco · d2 pedone del bianco · e2 pedone del bianco · f2 pedone del bianco · g2 pedone del bianco · h2 pedone del bianco · a1 cavallo del bianco · b1 cavallo del bianco · c1 torre del bianco · d1 re del bianco · e1 donna del bianco · f1 torre del bianco · g1 alfiere del bianco · h1 alfiere del bianco | a8 cavallo del nero · b8 cavallo del nero · c8 torre del nero · d8 re del nero · e8 donna del nero · f8 torre del nero · g8 alfiere del nero · h8 alfiere del nero · a7 pedone del nero · b7 pedone del nero · c7 pedone del nero · d7 pedone del nero · e7 pedone del nero · f7 pedone del nero · g7 pedone del nero · h7 pedone del nero · a2 pedone del bianco · b2 pedone del bianco · c2 pedone del bianco · d2 pedone del bianco · e2 pedone del bianco · f2 pedone del bianco · g2 pedone del bianco · h2 pedone del bianco · a1 cavallo del bianco · b1 cavallo del bianco · c1 torre del bianco · d1 re del bianco · e1 donna del bianco · f1 torre del bianco · g1 alfiere del bianco · h1 alfiere del bianco | a8 cavallo del nero · b8 cavallo del nero · c8 torre del nero · d8 re del nero · e8 donna del nero · f8 torre del nero · g8 alfiere del nero · h8 alfiere del nero · a7 pedone del nero · b7 pedone del nero · c7 pedone del nero · d7 pedone del nero · e7 pedone del nero · f7 pedone del nero · g7 pedone del nero · h7 pedone del nero · a2 pedone del bianco · b2 pedone del bianco · c2 pedone del bianco · d2 pedone del bianco · e2 pedone del bianco · f2 pedone del bianco · g2 pedone del bianco · h2 pedone del bianco · a1 cavallo del bianco · b1 cavallo del bianco · c1 torre del bianco · d1 re del bianco · e1 donna del bianco · f1 torre del bianco · g1 alfiere del bianco · h1 alfiere del bianco | a8 cavallo del nero · b8 cavallo del nero · c8 torre del nero · d8 re del nero · e8 donna del nero · f8 torre del nero · g8 alfiere del nero · h8 alfiere del nero · a7 pedone del nero · b7 pedone del nero · c7 pedone del nero · d7 pedone del nero · e7 pedone del nero · f7 pedone del nero · g7 pedone del nero · h7 pedone del nero · a2 pedone del bianco · b2 pedone del bianco · c2 pedone del bianco · d2 pedone del bianco · e2 pedone del bianco · f2 pedone del bianco · g2 pedone del bianco · h2 pedone del bianco · a1 cavallo del bianco · b1 cavallo del bianco · c1 torre del bianco · d1 re del bianco · e1 donna del bianco · f1 torre del bianco · g1 alfiere del bianco · h1 alfiere del bianco | a8 cavallo del nero · b8 cavallo del nero · c8 torre del nero · d8 re del nero · e8 donna del nero · f8 torre del nero · g8 alfiere del nero · h8 alfiere del nero · a7 pedone del nero · b7 pedone del nero · c7 pedone del nero · d7 pedone del nero · e7 pedone del nero · f7 pedone del nero · g7 pedone del nero · h7 pedone del nero · a2 pedone del bianco · b2 pedone del bianco · c2 pedone del bianco · d2 pedone del bianco · e2 pedone del bianco · f2 pedone del bianco · g2 pedone del bianco · h2 pedone del bianco · a1 cavallo del bianco · b1 cavallo del bianco · c1 torre del bianco · d1 re del bianco · e1 donna del bianco · f1 torre del bianco · g1 alfiere del bianco · h1 alfiere del bianco | a8 cavallo del nero · b8 cavallo del nero · c8 torre del nero · d8 re del nero · e8 donna del nero · f8 torre del nero · g8 alfiere del nero · h8 alfiere del nero · a7 pedone del nero · b7 pedone del nero · c7 pedone del nero · d7 pedone del nero · e7 pedone del nero · f7 pedone del nero · g7 pedone del nero · h7 pedone del nero · a2 pedone del bianco · b2 pedone del bianco · c2 pedone del bianco · d2 pedone del bianco · e2 pedone del bianco · f2 pedone del bianco · g2 pedone del bianco · h2 pedone del bianco · a1 cavallo del bianco · b1 cavallo del bianco · c1 torre del bianco · d1 re del bianco · e1 donna del bianco · f1 torre del bianco · g1 alfiere del bianco · h1 alfiere del bianco | 7 |
| 6 | a8 cavallo del nero · b8 cavallo del nero · c8 torre del nero · d8 re del nero · e8 donna del nero · f8 torre del nero · g8 alfiere del nero · h8 alfiere del nero · a7 pedone del nero · b7 pedone del nero · c7 pedone del nero · d7 pedone del nero · e7 pedone del nero · f7 pedone del nero · g7 pedone del nero · h7 pedone del nero · a2 pedone del bianco · b2 pedone del bianco · c2 pedone del bianco · d2 pedone del bianco · e2 pedone del bianco · f2 pedone del bianco · g2 pedone del bianco · h2 pedone del bianco · a1 cavallo del bianco · b1 cavallo del bianco · c1 torre del bianco · d1 re del bianco · e1 donna del bianco · f1 torre del bianco · g1 alfiere del bianco · h1 alfiere del bianco | a8 cavallo del nero · b8 cavallo del nero · c8 torre del nero · d8 re del nero · e8 donna del nero · f8 torre del nero · g8 alfiere del nero · h8 alfiere del nero · a7 pedone del nero · b7 pedone del nero · c7 pedone del nero · d7 pedone del nero · e7 pedone del nero · f7 pedone del nero · g7 pedone del nero · h7 pedone del nero · a2 pedone del bianco · b2 pedone del bianco · c2 pedone del bianco · d2 pedone del bianco · e2 pedone del bianco · f2 pedone del bianco · g2 pedone del bianco · h2 pedone del bianco · a1 cavallo del bianco · b1 cavallo del bianco · c1 torre del bianco · d1 re del bianco · e1 donna del bianco · f1 torre del bianco · g1 alfiere del bianco · h1 alfiere del bianco | a8 cavallo del nero · b8 cavallo del nero · c8 torre del nero · d8 re del nero · e8 donna del nero · f8 torre del nero · g8 alfiere del nero · h8 alfiere del nero · a7 pedone del nero · b7 pedone del nero · c7 pedone del nero · d7 pedone del nero · e7 pedone del nero · f7 pedone del nero · g7 pedone del nero · h7 pedone del nero · a2 pedone del bianco · b2 pedone del bianco · c2 pedone del bianco · d2 pedone del bianco · e2 pedone del bianco · f2 pedone del bianco · g2 pedone del bianco · h2 pedone del bianco · a1 cavallo del bianco · b1 cavallo del bianco · c1 torre del bianco · d1 re del bianco · e1 donna del bianco · f1 torre del bianco · g1 alfiere del bianco · h1 alfiere del bianco | a8 cavallo del nero · b8 cavallo del nero · c8 torre del nero · d8 re del nero · e8 donna del nero · f8 torre del nero · g8 alfiere del nero · h8 alfiere del nero · a7 pedone del nero · b7 pedone del nero · c7 pedone del nero · d7 pedone del nero · e7 pedone del nero · f7 pedone del nero · g7 pedone del nero · h7 pedone del nero · a2 pedone del bianco · b2 pedone del bianco · c2 pedone del bianco · d2 pedone del bianco · e2 pedone del bianco · f2 pedone del bianco · g2 pedone del bianco · h2 pedone del bianco · a1 cavallo del bianco · b1 cavallo del bianco · c1 torre del bianco · d1 re del bianco · e1 donna del bianco · f1 torre del bianco · g1 alfiere del bianco · h1 alfiere del bianco | a8 cavallo del nero · b8 cavallo del nero · c8 torre del nero · d8 re del nero · e8 donna del nero · f8 torre del nero · g8 alfiere del nero · h8 alfiere del nero · a7 pedone del nero · b7 pedone del nero · c7 pedone del nero · d7 pedone del nero · e7 pedone del nero · f7 pedone del nero · g7 pedone del nero · h7 pedone del nero · a2 pedone del bianco · b2 pedone del bianco · c2 pedone del bianco · d2 pedone del bianco · e2 pedone del bianco · f2 pedone del bianco · g2 pedone del bianco · h2 pedone del bianco · a1 cavallo del bianco · b1 cavallo del bianco · c1 torre del bianco · d1 re del bianco · e1 donna del bianco · f1 torre del bianco · g1 alfiere del bianco · h1 alfiere del bianco | a8 cavallo del nero · b8 cavallo del nero · c8 torre del nero · d8 re del nero · e8 donna del nero · f8 torre del nero · g8 alfiere del nero · h8 alfiere del nero · a7 pedone del nero · b7 pedone del nero · c7 pedone del nero · d7 pedone del nero · e7 pedone del nero · f7 pedone del nero · g7 pedone del nero · h7 pedone del nero · a2 pedone del bianco · b2 pedone del bianco · c2 pedone del bianco · d2 pedone del bianco · e2 pedone del bianco · f2 pedone del bianco · g2 pedone del bianco · h2 pedone del bianco · a1 cavallo del bianco · b1 cavallo del bianco · c1 torre del bianco · d1 re del bianco · e1 donna del bianco · f1 torre del bianco · g1 alfiere del bianco · h1 alfiere del bianco | a8 cavallo del nero · b8 cavallo del nero · c8 torre del nero · d8 re del nero · e8 donna del nero · f8 torre del nero · g8 alfiere del nero · h8 alfiere del nero · a7 pedone del nero · b7 pedone del nero · c7 pedone del nero · d7 pedone del nero · e7 pedone del nero · f7 pedone del nero · g7 pedone del nero · h7 pedone del nero · a2 pedone del bianco · b2 pedone del bianco · c2 pedone del bianco · d2 pedone del bianco · e2 pedone del bianco · f2 pedone del bianco · g2 pedone del bianco · h2 pedone del bianco · a1 cavallo del bianco · b1 cavallo del bianco · c1 torre del bianco · d1 re del bianco · e1 donna del bianco · f1 torre del bianco · g1 alfiere del bianco · h1 alfiere del bianco | a8 cavallo del nero · b8 cavallo del nero · c8 torre del nero · d8 re del nero · e8 donna del nero · f8 torre del nero · g8 alfiere del nero · h8 alfiere del nero · a7 pedone del nero · b7 pedone del nero · c7 pedone del nero · d7 pedone del nero · e7 pedone del nero · f7 pedone del nero · g7 pedone del nero · h7 pedone del nero · a2 pedone del bianco · b2 pedone del bianco · c2 pedone del bianco · d2 pedone del bianco · e2 pedone del bianco · f2 pedone del bianco · g2 pedone del bianco · h2 pedone del bianco · a1 cavallo del bianco · b1 cavallo del bianco · c1 torre del bianco · d1 re del bianco · e1 donna del bianco · f1 torre del bianco · g1 alfiere del bianco · h1 alfiere del bianco | 6 |
| 5 | a8 cavallo del nero · b8 cavallo del nero · c8 torre del nero · d8 re del nero · e8 donna del nero · f8 torre del nero · g8 alfiere del nero · h8 alfiere del nero · a7 pedone del nero · b7 pedone del nero · c7 pedone del nero · d7 pedone del nero · e7 pedone del nero · f7 pedone del nero · g7 pedone del nero · h7 pedone del nero · a2 pedone del bianco · b2 pedone del bianco · c2 pedone del bianco · d2 pedone del bianco · e2 pedone del bianco · f2 pedone del bianco · g2 pedone del bianco · h2 pedone del bianco · a1 cavallo del bianco · b1 cavallo del bianco · c1 torre del bianco · d1 re del bianco · e1 donna del bianco · f1 torre del bianco · g1 alfiere del bianco · h1 alfiere del bianco | a8 cavallo del nero · b8 cavallo del nero · c8 torre del nero · d8 re del nero · e8 donna del nero · f8 torre del nero · g8 alfiere del nero · h8 alfiere del nero · a7 pedone del nero · b7 pedone del nero · c7 pedone del nero · d7 pedone del nero · e7 pedone del nero · f7 pedone del nero · g7 pedone del nero · h7 pedone del nero · a2 pedone del bianco · b2 pedone del bianco · c2 pedone del bianco · d2 pedone del bianco · e2 pedone del bianco · f2 pedone del bianco · g2 pedone del bianco · h2 pedone del bianco · a1 cavallo del bianco · b1 cavallo del bianco · c1 torre del bianco · d1 re del bianco · e1 donna del bianco · f1 torre del bianco · g1 alfiere del bianco · h1 alfiere del bianco | a8 cavallo del nero · b8 cavallo del nero · c8 torre del nero · d8 re del nero · e8 donna del nero · f8 torre del nero · g8 alfiere del nero · h8 alfiere del nero · a7 pedone del nero · b7 pedone del nero · c7 pedone del nero · d7 pedone del nero · e7 pedone del nero · f7 pedone del nero · g7 pedone del nero · h7 pedone del nero · a2 pedone del bianco · b2 pedone del bianco · c2 pedone del bianco · d2 pedone del bianco · e2 pedone del bianco · f2 pedone del bianco · g2 pedone del bianco · h2 pedone del bianco · a1 cavallo del bianco · b1 cavallo del bianco · c1 torre del bianco · d1 re del bianco · e1 donna del bianco · f1 torre del bianco · g1 alfiere del bianco · h1 alfiere del bianco | a8 cavallo del nero · b8 cavallo del nero · c8 torre del nero · d8 re del nero · e8 donna del nero · f8 torre del nero · g8 alfiere del nero · h8 alfiere del nero · a7 pedone del nero · b7 pedone del nero · c7 pedone del nero · d7 pedone del nero · e7 pedone del nero · f7 pedone del nero · g7 pedone del nero · h7 pedone del nero · a2 pedone del bianco · b2 pedone del bianco · c2 pedone del bianco · d2 pedone del bianco · e2 pedone del bianco · f2 pedone del bianco · g2 pedone del bianco · h2 pedone del bianco · a1 cavallo del bianco · b1 cavallo del bianco · c1 torre del bianco · d1 re del bianco · e1 donna del bianco · f1 torre del bianco · g1 alfiere del bianco · h1 alfiere del bianco | a8 cavallo del nero · b8 cavallo del nero · c8 torre del nero · d8 re del nero · e8 donna del nero · f8 torre del nero · g8 alfiere del nero · h8 alfiere del nero · a7 pedone del nero · b7 pedone del nero · c7 pedone del nero · d7 pedone del nero · e7 pedone del nero · f7 pedone del nero · g7 pedone del nero · h7 pedone del nero · a2 pedone del bianco · b2 pedone del bianco · c2 pedone del bianco · d2 pedone del bianco · e2 pedone del bianco · f2 pedone del bianco · g2 pedone del bianco · h2 pedone del bianco · a1 cavallo del bianco · b1 cavallo del bianco · c1 torre del bianco · d1 re del bianco · e1 donna del bianco · f1 torre del bianco · g1 alfiere del bianco · h1 alfiere del bianco | a8 cavallo del nero · b8 cavallo del nero · c8 torre del nero · d8 re del nero · e8 donna del nero · f8 torre del nero · g8 alfiere del nero · h8 alfiere del nero · a7 pedone del nero · b7 pedone del nero · c7 pedone del nero · d7 pedone del nero · e7 pedone del nero · f7 pedone del nero · g7 pedone del nero · h7 pedone del nero · a2 pedone del bianco · b2 pedone del bianco · c2 pedone del bianco · d2 pedone del bianco · e2 pedone del bianco · f2 pedone del bianco · g2 pedone del bianco · h2 pedone del bianco · a1 cavallo del bianco · b1 cavallo del bianco · c1 torre del bianco · d1 re del bianco · e1 donna del bianco · f1 torre del bianco · g1 alfiere del bianco · h1 alfiere del bianco | a8 cavallo del nero · b8 cavallo del nero · c8 torre del nero · d8 re del nero · e8 donna del nero · f8 torre del nero · g8 alfiere del nero · h8 alfiere del nero · a7 pedone del nero · b7 pedone del nero · c7 pedone del nero · d7 pedone del nero · e7 pedone del nero · f7 pedone del nero · g7 pedone del nero · h7 pedone del nero · a2 pedone del bianco · b2 pedone del bianco · c2 pedone del bianco · d2 pedone del bianco · e2 pedone del bianco · f2 pedone del bianco · g2 pedone del bianco · h2 pedone del bianco · a1 cavallo del bianco · b1 cavallo del bianco · c1 torre del bianco · d1 re del bianco · e1 donna del bianco · f1 torre del bianco · g1 alfiere del bianco · h1 alfiere del bianco | a8 cavallo del nero · b8 cavallo del nero · c8 torre del nero · d8 re del nero · e8 donna del nero · f8 torre del nero · g8 alfiere del nero · h8 alfiere del nero · a7 pedone del nero · b7 pedone del nero · c7 pedone del nero · d7 pedone del nero · e7 pedone del nero · f7 pedone del nero · g7 pedone del nero · h7 pedone del nero · a2 pedone del bianco · b2 pedone del bianco · c2 pedone del bianco · d2 pedone del bianco · e2 pedone del bianco · f2 pedone del bianco · g2 pedone del bianco · h2 pedone del bianco · a1 cavallo del bianco · b1 cavallo del bianco · c1 torre del bianco · d1 re del bianco · e1 donna del bianco · f1 torre del bianco · g1 alfiere del bianco · h1 alfiere del bianco | 5 |
| 4 | a8 cavallo del nero · b8 cavallo del nero · c8 torre del nero · d8 re del nero · e8 donna del nero · f8 torre del nero · g8 alfiere del nero · h8 alfiere del nero · a7 pedone del nero · b7 pedone del nero · c7 pedone del nero · d7 pedone del nero · e7 pedone del nero · f7 pedone del nero · g7 pedone del nero · h7 pedone del nero · a2 pedone del bianco · b2 pedone del bianco · c2 pedone del bianco · d2 pedone del bianco · e2 pedone del bianco · f2 pedone del bianco · g2 pedone del bianco · h2 pedone del bianco · a1 cavallo del bianco · b1 cavallo del bianco · c1 torre del bianco · d1 re del bianco · e1 donna del bianco · f1 torre del bianco · g1 alfiere del bianco · h1 alfiere del bianco | a8 cavallo del nero · b8 cavallo del nero · c8 torre del nero · d8 re del nero · e8 donna del nero · f8 torre del nero · g8 alfiere del nero · h8 alfiere del nero · a7 pedone del nero · b7 pedone del nero · c7 pedone del nero · d7 pedone del nero · e7 pedone del nero · f7 pedone del nero · g7 pedone del nero · h7 pedone del nero · a2 pedone del bianco · b2 pedone del bianco · c2 pedone del bianco · d2 pedone del bianco · e2 pedone del bianco · f2 pedone del bianco · g2 pedone del bianco · h2 pedone del bianco · a1 cavallo del bianco · b1 cavallo del bianco · c1 torre del bianco · d1 re del bianco · e1 donna del bianco · f1 torre del bianco · g1 alfiere del bianco · h1 alfiere del bianco | a8 cavallo del nero · b8 cavallo del nero · c8 torre del nero · d8 re del nero · e8 donna del nero · f8 torre del nero · g8 alfiere del nero · h8 alfiere del nero · a7 pedone del nero · b7 pedone del nero · c7 pedone del nero · d7 pedone del nero · e7 pedone del nero · f7 pedone del nero · g7 pedone del nero · h7 pedone del nero · a2 pedone del bianco · b2 pedone del bianco · c2 pedone del bianco · d2 pedone del bianco · e2 pedone del bianco · f2 pedone del bianco · g2 pedone del bianco · h2 pedone del bianco · a1 cavallo del bianco · b1 cavallo del bianco · c1 torre del bianco · d1 re del bianco · e1 donna del bianco · f1 torre del bianco · g1 alfiere del bianco · h1 alfiere del bianco | a8 cavallo del nero · b8 cavallo del nero · c8 torre del nero · d8 re del nero · e8 donna del nero · f8 torre del nero · g8 alfiere del nero · h8 alfiere del nero · a7 pedone del nero · b7 pedone del nero · c7 pedone del nero · d7 pedone del nero · e7 pedone del nero · f7 pedone del nero · g7 pedone del nero · h7 pedone del nero · a2 pedone del bianco · b2 pedone del bianco · c2 pedone del bianco · d2 pedone del bianco · e2 pedone del bianco · f2 pedone del bianco · g2 pedone del bianco · h2 pedone del bianco · a1 cavallo del bianco · b1 cavallo del bianco · c1 torre del bianco · d1 re del bianco · e1 donna del bianco · f1 torre del bianco · g1 alfiere del bianco · h1 alfiere del bianco | a8 cavallo del nero · b8 cavallo del nero · c8 torre del nero · d8 re del nero · e8 donna del nero · f8 torre del nero · g8 alfiere del nero · h8 alfiere del nero · a7 pedone del nero · b7 pedone del nero · c7 pedone del nero · d7 pedone del nero · e7 pedone del nero · f7 pedone del nero · g7 pedone del nero · h7 pedone del nero · a2 pedone del bianco · b2 pedone del bianco · c2 pedone del bianco · d2 pedone del bianco · e2 pedone del bianco · f2 pedone del bianco · g2 pedone del bianco · h2 pedone del bianco · a1 cavallo del bianco · b1 cavallo del bianco · c1 torre del bianco · d1 re del bianco · e1 donna del bianco · f1 torre del bianco · g1 alfiere del bianco · h1 alfiere del bianco | a8 cavallo del nero · b8 cavallo del nero · c8 torre del nero · d8 re del nero · e8 donna del nero · f8 torre del nero · g8 alfiere del nero · h8 alfiere del nero · a7 pedone del nero · b7 pedone del nero · c7 pedone del nero · d7 pedone del nero · e7 pedone del nero · f7 pedone del nero · g7 pedone del nero · h7 pedone del nero · a2 pedone del bianco · b2 pedone del bianco · c2 pedone del bianco · d2 pedone del bianco · e2 pedone del bianco · f2 pedone del bianco · g2 pedone del bianco · h2 pedone del bianco · a1 cavallo del bianco · b1 cavallo del bianco · c1 torre del bianco · d1 re del bianco · e1 donna del bianco · f1 torre del bianco · g1 alfiere del bianco · h1 alfiere del bianco | a8 cavallo del nero · b8 cavallo del nero · c8 torre del nero · d8 re del nero · e8 donna del nero · f8 torre del nero · g8 alfiere del nero · h8 alfiere del nero · a7 pedone del nero · b7 pedone del nero · c7 pedone del nero · d7 pedone del nero · e7 pedone del nero · f7 pedone del nero · g7 pedone del nero · h7 pedone del nero · a2 pedone del bianco · b2 pedone del bianco · c2 pedone del bianco · d2 pedone del bianco · e2 pedone del bianco · f2 pedone del bianco · g2 pedone del bianco · h2 pedone del bianco · a1 cavallo del bianco · b1 cavallo del bianco · c1 torre del bianco · d1 re del bianco · e1 donna del bianco · f1 torre del bianco · g1 alfiere del bianco · h1 alfiere del bianco | a8 cavallo del nero · b8 cavallo del nero · c8 torre del nero · d8 re del nero · e8 donna del nero · f8 torre del nero · g8 alfiere del nero · h8 alfiere del nero · a7 pedone del nero · b7 pedone del nero · c7 pedone del nero · d7 pedone del nero · e7 pedone del nero · f7 pedone del nero · g7 pedone del nero · h7 pedone del nero · a2 pedone del bianco · b2 pedone del bianco · c2 pedone del bianco · d2 pedone del bianco · e2 pedone del bianco · f2 pedone del bianco · g2 pedone del bianco · h2 pedone del bianco · a1 cavallo del bianco · b1 cavallo del bianco · c1 torre del bianco · d1 re del bianco · e1 donna del bianco · f1 torre del bianco · g1 alfiere del bianco · h1 alfiere del bianco | 4 |
| 3 | a8 cavallo del nero · b8 cavallo del nero · c8 torre del nero · d8 re del nero · e8 donna del nero · f8 torre del nero · g8 alfiere del nero · h8 alfiere del nero · a7 pedone del nero · b7 pedone del nero · c7 pedone del nero · d7 pedone del nero · e7 pedone del nero · f7 pedone del nero · g7 pedone del nero · h7 pedone del nero · a2 pedone del bianco · b2 pedone del bianco · c2 pedone del bianco · d2 pedone del bianco · e2 pedone del bianco · f2 pedone del bianco · g2 pedone del bianco · h2 pedone del bianco · a1 cavallo del bianco · b1 cavallo del bianco · c1 torre del bianco · d1 re del bianco · e1 donna del bianco · f1 torre del bianco · g1 alfiere del bianco · h1 alfiere del bianco | a8 cavallo del nero · b8 cavallo del nero · c8 torre del nero · d8 re del nero · e8 donna del nero · f8 torre del nero · g8 alfiere del nero · h8 alfiere del nero · a7 pedone del nero · b7 pedone del nero · c7 pedone del nero · d7 pedone del nero · e7 pedone del nero · f7 pedone del nero · g7 pedone del nero · h7 pedone del nero · a2 pedone del bianco · b2 pedone del bianco · c2 pedone del bianco · d2 pedone del bianco · e2 pedone del bianco · f2 pedone del bianco · g2 pedone del bianco · h2 pedone del bianco · a1 cavallo del bianco · b1 cavallo del bianco · c1 torre del bianco · d1 re del bianco · e1 donna del bianco · f1 torre del bianco · g1 alfiere del bianco · h1 alfiere del bianco | a8 cavallo del nero · b8 cavallo del nero · c8 torre del nero · d8 re del nero · e8 donna del nero · f8 torre del nero · g8 alfiere del nero · h8 alfiere del nero · a7 pedone del nero · b7 pedone del nero · c7 pedone del nero · d7 pedone del nero · e7 pedone del nero · f7 pedone del nero · g7 pedone del nero · h7 pedone del nero · a2 pedone del bianco · b2 pedone del bianco · c2 pedone del bianco · d2 pedone del bianco · e2 pedone del bianco · f2 pedone del bianco · g2 pedone del bianco · h2 pedone del bianco · a1 cavallo del bianco · b1 cavallo del bianco · c1 torre del bianco · d1 re del bianco · e1 donna del bianco · f1 torre del bianco · g1 alfiere del bianco · h1 alfiere del bianco | a8 cavallo del nero · b8 cavallo del nero · c8 torre del nero · d8 re del nero · e8 donna del nero · f8 torre del nero · g8 alfiere del nero · h8 alfiere del nero · a7 pedone del nero · b7 pedone del nero · c7 pedone del nero · d7 pedone del nero · e7 pedone del nero · f7 pedone del nero · g7 pedone del nero · h7 pedone del nero · a2 pedone del bianco · b2 pedone del bianco · c2 pedone del bianco · d2 pedone del bianco · e2 pedone del bianco · f2 pedone del bianco · g2 pedone del bianco · h2 pedone del bianco · a1 cavallo del bianco · b1 cavallo del bianco · c1 torre del bianco · d1 re del bianco · e1 donna del bianco · f1 torre del bianco · g1 alfiere del bianco · h1 alfiere del bianco | a8 cavallo del nero · b8 cavallo del nero · c8 torre del nero · d8 re del nero · e8 donna del nero · f8 torre del nero · g8 alfiere del nero · h8 alfiere del nero · a7 pedone del nero · b7 pedone del nero · c7 pedone del nero · d7 pedone del nero · e7 pedone del nero · f7 pedone del nero · g7 pedone del nero · h7 pedone del nero · a2 pedone del bianco · b2 pedone del bianco · c2 pedone del bianco · d2 pedone del bianco · e2 pedone del bianco · f2 pedone del bianco · g2 pedone del bianco · h2 pedone del bianco · a1 cavallo del bianco · b1 cavallo del bianco · c1 torre del bianco · d1 re del bianco · e1 donna del bianco · f1 torre del bianco · g1 alfiere del bianco · h1 alfiere del bianco | a8 cavallo del nero · b8 cavallo del nero · c8 torre del nero · d8 re del nero · e8 donna del nero · f8 torre del nero · g8 alfiere del nero · h8 alfiere del nero · a7 pedone del nero · b7 pedone del nero · c7 pedone del nero · d7 pedone del nero · e7 pedone del nero · f7 pedone del nero · g7 pedone del nero · h7 pedone del nero · a2 pedone del bianco · b2 pedone del bianco · c2 pedone del bianco · d2 pedone del bianco · e2 pedone del bianco · f2 pedone del bianco · g2 pedone del bianco · h2 pedone del bianco · a1 cavallo del bianco · b1 cavallo del bianco · c1 torre del bianco · d1 re del bianco · e1 donna del bianco · f1 torre del bianco · g1 alfiere del bianco · h1 alfiere del bianco | a8 cavallo del nero · b8 cavallo del nero · c8 torre del nero · d8 re del nero · e8 donna del nero · f8 torre del nero · g8 alfiere del nero · h8 alfiere del nero · a7 pedone del nero · b7 pedone del nero · c7 pedone del nero · d7 pedone del nero · e7 pedone del nero · f7 pedone del nero · g7 pedone del nero · h7 pedone del nero · a2 pedone del bianco · b2 pedone del bianco · c2 pedone del bianco · d2 pedone del bianco · e2 pedone del bianco · f2 pedone del bianco · g2 pedone del bianco · h2 pedone del bianco · a1 cavallo del bianco · b1 cavallo del bianco · c1 torre del bianco · d1 re del bianco · e1 donna del bianco · f1 torre del bianco · g1 alfiere del bianco · h1 alfiere del bianco | a8 cavallo del nero · b8 cavallo del nero · c8 torre del nero · d8 re del nero · e8 donna del nero · f8 torre del nero · g8 alfiere del nero · h8 alfiere del nero · a7 pedone del nero · b7 pedone del nero · c7 pedone del nero · d7 pedone del nero · e7 pedone del nero · f7 pedone del nero · g7 pedone del nero · h7 pedone del nero · a2 pedone del bianco · b2 pedone del bianco · c2 pedone del bianco · d2 pedone del bianco · e2 pedone del bianco · f2 pedone del bianco · g2 pedone del bianco · h2 pedone del bianco · a1 cavallo del bianco · b1 cavallo del bianco · c1 torre del bianco · d1 re del bianco · e1 donna del bianco · f1 torre del bianco · g1 alfiere del bianco · h1 alfiere del bianco | 3 |
| 2 | a8 cavallo del nero · b8 cavallo del nero · c8 torre del nero · d8 re del nero · e8 donna del nero · f8 torre del nero · g8 alfiere del nero · h8 alfiere del nero · a7 pedone del nero · b7 pedone del nero · c7 pedone del nero · d7 pedone del nero · e7 pedone del nero · f7 pedone del nero · g7 pedone del nero · h7 pedone del nero · a2 pedone del bianco · b2 pedone del bianco · c2 pedone del bianco · d2 pedone del bianco · e2 pedone del bianco · f2 pedone del bianco · g2 pedone del bianco · h2 pedone del bianco · a1 cavallo del bianco · b1 cavallo del bianco · c1 torre del bianco · d1 re del bianco · e1 donna del bianco · f1 torre del bianco · g1 alfiere del bianco · h1 alfiere del bianco | a8 cavallo del nero · b8 cavallo del nero · c8 torre del nero · d8 re del nero · e8 donna del nero · f8 torre del nero · g8 alfiere del nero · h8 alfiere del nero · a7 pedone del nero · b7 pedone del nero · c7 pedone del nero · d7 pedone del nero · e7 pedone del nero · f7 pedone del nero · g7 pedone del nero · h7 pedone del nero · a2 pedone del bianco · b2 pedone del bianco · c2 pedone del bianco · d2 pedone del bianco · e2 pedone del bianco · f2 pedone del bianco · g2 pedone del bianco · h2 pedone del bianco · a1 cavallo del bianco · b1 cavallo del bianco · c1 torre del bianco · d1 re del bianco · e1 donna del bianco · f1 torre del bianco · g1 alfiere del bianco · h1 alfiere del bianco | a8 cavallo del nero · b8 cavallo del nero · c8 torre del nero · d8 re del nero · e8 donna del nero · f8 torre del nero · g8 alfiere del nero · h8 alfiere del nero · a7 pedone del nero · b7 pedone del nero · c7 pedone del nero · d7 pedone del nero · e7 pedone del nero · f7 pedone del nero · g7 pedone del nero · h7 pedone del nero · a2 pedone del bianco · b2 pedone del bianco · c2 pedone del bianco · d2 pedone del bianco · e2 pedone del bianco · f2 pedone del bianco · g2 pedone del bianco · h2 pedone del bianco · a1 cavallo del bianco · b1 cavallo del bianco · c1 torre del bianco · d1 re del bianco · e1 donna del bianco · f1 torre del bianco · g1 alfiere del bianco · h1 alfiere del bianco | a8 cavallo del nero · b8 cavallo del nero · c8 torre del nero · d8 re del nero · e8 donna del nero · f8 torre del nero · g8 alfiere del nero · h8 alfiere del nero · a7 pedone del nero · b7 pedone del nero · c7 pedone del nero · d7 pedone del nero · e7 pedone del nero · f7 pedone del nero · g7 pedone del nero · h7 pedone del nero · a2 pedone del bianco · b2 pedone del bianco · c2 pedone del bianco · d2 pedone del bianco · e2 pedone del bianco · f2 pedone del bianco · g2 pedone del bianco · h2 pedone del bianco · a1 cavallo del bianco · b1 cavallo del bianco · c1 torre del bianco · d1 re del bianco · e1 donna del bianco · f1 torre del bianco · g1 alfiere del bianco · h1 alfiere del bianco | a8 cavallo del nero · b8 cavallo del nero · c8 torre del nero · d8 re del nero · e8 donna del nero · f8 torre del nero · g8 alfiere del nero · h8 alfiere del nero · a7 pedone del nero · b7 pedone del nero · c7 pedone del nero · d7 pedone del nero · e7 pedone del nero · f7 pedone del nero · g7 pedone del nero · h7 pedone del nero · a2 pedone del bianco · b2 pedone del bianco · c2 pedone del bianco · d2 pedone del bianco · e2 pedone del bianco · f2 pedone del bianco · g2 pedone del bianco · h2 pedone del bianco · a1 cavallo del bianco · b1 cavallo del bianco · c1 torre del bianco · d1 re del bianco · e1 donna del bianco · f1 torre del bianco · g1 alfiere del bianco · h1 alfiere del bianco | a8 cavallo del nero · b8 cavallo del nero · c8 torre del nero · d8 re del nero · e8 donna del nero · f8 torre del nero · g8 alfiere del nero · h8 alfiere del nero · a7 pedone del nero · b7 pedone del nero · c7 pedone del nero · d7 pedone del nero · e7 pedone del nero · f7 pedone del nero · g7 pedone del nero · h7 pedone del nero · a2 pedone del bianco · b2 pedone del bianco · c2 pedone del bianco · d2 pedone del bianco · e2 pedone del bianco · f2 pedone del bianco · g2 pedone del bianco · h2 pedone del bianco · a1 cavallo del bianco · b1 cavallo del bianco · c1 torre del bianco · d1 re del bianco · e1 donna del bianco · f1 torre del bianco · g1 alfiere del bianco · h1 alfiere del bianco | a8 cavallo del nero · b8 cavallo del nero · c8 torre del nero · d8 re del nero · e8 donna del nero · f8 torre del nero · g8 alfiere del nero · h8 alfiere del nero · a7 pedone del nero · b7 pedone del nero · c7 pedone del nero · d7 pedone del nero · e7 pedone del nero · f7 pedone del nero · g7 pedone del nero · h7 pedone del nero · a2 pedone del bianco · b2 pedone del bianco · c2 pedone del bianco · d2 pedone del bianco · e2 pedone del bianco · f2 pedone del bianco · g2 pedone del bianco · h2 pedone del bianco · a1 cavallo del bianco · b1 cavallo del bianco · c1 torre del bianco · d1 re del bianco · e1 donna del bianco · f1 torre del bianco · g1 alfiere del bianco · h1 alfiere del bianco | a8 cavallo del nero · b8 cavallo del nero · c8 torre del nero · d8 re del nero · e8 donna del nero · f8 torre del nero · g8 alfiere del nero · h8 alfiere del nero · a7 pedone del nero · b7 pedone del nero · c7 pedone del nero · d7 pedone del nero · e7 pedone del nero · f7 pedone del nero · g7 pedone del nero · h7 pedone del nero · a2 pedone del bianco · b2 pedone del bianco · c2 pedone del bianco · d2 pedone del bianco · e2 pedone del bianco · f2 pedone del bianco · g2 pedone del bianco · h2 pedone del bianco · a1 cavallo del bianco · b1 cavallo del bianco · c1 torre del bianco · d1 re del bianco · e1 donna del bianco · f1 torre del bianco · g1 alfiere del bianco · h1 alfiere del bianco | 2 |
| 1 | a8 cavallo del nero · b8 cavallo del nero · c8 torre del nero · d8 re del nero · e8 donna del nero · f8 torre del nero · g8 alfiere del nero · h8 alfiere del nero · a7 pedone del nero · b7 pedone del nero · c7 pedone del nero · d7 pedone del nero · e7 pedone del nero · f7 pedone del nero · g7 pedone del nero · h7 pedone del nero · a2 pedone del bianco · b2 pedone del bianco · c2 pedone del bianco · d2 pedone del bianco · e2 pedone del bianco · f2 pedone del bianco · g2 pedone del bianco · h2 pedone del bianco · a1 cavallo del bianco · b1 cavallo del bianco · c1 torre del bianco · d1 re del bianco · e1 donna del bianco · f1 torre del bianco · g1 alfiere del bianco · h1 alfiere del bianco | a8 cavallo del nero · b8 cavallo del nero · c8 torre del nero · d8 re del nero · e8 donna del nero · f8 torre del nero · g8 alfiere del nero · h8 alfiere del nero · a7 pedone del nero · b7 pedone del nero · c7 pedone del nero · d7 pedone del nero · e7 pedone del nero · f7 pedone del nero · g7 pedone del nero · h7 pedone del nero · a2 pedone del bianco · b2 pedone del bianco · c2 pedone del bianco · d2 pedone del bianco · e2 pedone del bianco · f2 pedone del bianco · g2 pedone del bianco · h2 pedone del bianco · a1 cavallo del bianco · b1 cavallo del bianco · c1 torre del bianco · d1 re del bianco · e1 donna del bianco · f1 torre del bianco · g1 alfiere del bianco · h1 alfiere del bianco | a8 cavallo del nero · b8 cavallo del nero · c8 torre del nero · d8 re del nero · e8 donna del nero · f8 torre del nero · g8 alfiere del nero · h8 alfiere del nero · a7 pedone del nero · b7 pedone del nero · c7 pedone del nero · d7 pedone del nero · e7 pedone del nero · f7 pedone del nero · g7 pedone del nero · h7 pedone del nero · a2 pedone del bianco · b2 pedone del bianco · c2 pedone del bianco · d2 pedone del bianco · e2 pedone del bianco · f2 pedone del bianco · g2 pedone del bianco · h2 pedone del bianco · a1 cavallo del bianco · b1 cavallo del bianco · c1 torre del bianco · d1 re del bianco · e1 donna del bianco · f1 torre del bianco · g1 alfiere del bianco · h1 alfiere del bianco | a8 cavallo del nero · b8 cavallo del nero · c8 torre del nero · d8 re del nero · e8 donna del nero · f8 torre del nero · g8 alfiere del nero · h8 alfiere del nero · a7 pedone del nero · b7 pedone del nero · c7 pedone del nero · d7 pedone del nero · e7 pedone del nero · f7 pedone del nero · g7 pedone del nero · h7 pedone del nero · a2 pedone del bianco · b2 pedone del bianco · c2 pedone del bianco · d2 pedone del bianco · e2 pedone del bianco · f2 pedone del bianco · g2 pedone del bianco · h2 pedone del bianco · a1 cavallo del bianco · b1 cavallo del bianco · c1 torre del bianco · d1 re del bianco · e1 donna del bianco · f1 torre del bianco · g1 alfiere del bianco · h1 alfiere del bianco | a8 cavallo del nero · b8 cavallo del nero · c8 torre del nero · d8 re del nero · e8 donna del nero · f8 torre del nero · g8 alfiere del nero · h8 alfiere del nero · a7 pedone del nero · b7 pedone del nero · c7 pedone del nero · d7 pedone del nero · e7 pedone del nero · f7 pedone del nero · g7 pedone del nero · h7 pedone del nero · a2 pedone del bianco · b2 pedone del bianco · c2 pedone del bianco · d2 pedone del bianco · e2 pedone del bianco · f2 pedone del bianco · g2 pedone del bianco · h2 pedone del bianco · a1 cavallo del bianco · b1 cavallo del bianco · c1 torre del bianco · d1 re del bianco · e1 donna del bianco · f1 torre del bianco · g1 alfiere del bianco · h1 alfiere del bianco | a8 cavallo del nero · b8 cavallo del nero · c8 torre del nero · d8 re del nero · e8 donna del nero · f8 torre del nero · g8 alfiere del nero · h8 alfiere del nero · a7 pedone del nero · b7 pedone del nero · c7 pedone del nero · d7 pedone del nero · e7 pedone del nero · f7 pedone del nero · g7 pedone del nero · h7 pedone del nero · a2 pedone del bianco · b2 pedone del bianco · c2 pedone del bianco · d2 pedone del bianco · e2 pedone del bianco · f2 pedone del bianco · g2 pedone del bianco · h2 pedone del bianco · a1 cavallo del bianco · b1 cavallo del bianco · c1 torre del bianco · d1 re del bianco · e1 donna del bianco · f1 torre del bianco · g1 alfiere del bianco · h1 alfiere del bianco | a8 cavallo del nero · b8 cavallo del nero · c8 torre del nero · d8 re del nero · e8 donna del nero · f8 torre del nero · g8 alfiere del nero · h8 alfiere del nero · a7 pedone del nero · b7 pedone del nero · c7 pedone del nero · d7 pedone del nero · e7 pedone del nero · f7 pedone del nero · g7 pedone del nero · h7 pedone del nero · a2 pedone del bianco · b2 pedone del bianco · c2 pedone del bianco · d2 pedone del bianco · e2 pedone del bianco · f2 pedone del bianco · g2 pedone del bianco · h2 pedone del bianco · a1 cavallo del bianco · b1 cavallo del bianco · c1 torre del bianco · d1 re del bianco · e1 donna del bianco · f1 torre del bianco · g1 alfiere del bianco · h1 alfiere del bianco | a8 cavallo del nero · b8 cavallo del nero · c8 torre del nero · d8 re del nero · e8 donna del nero · f8 torre del nero · g8 alfiere del nero · h8 alfiere del nero · a7 pedone del nero · b7 pedone del nero · c7 pedone del nero · d7 pedone del nero · e7 pedone del nero · f7 pedone del nero · g7 pedone del nero · h7 pedone del nero · a2 pedone del bianco · b2 pedone del bianco · c2 pedone del bianco · d2 pedone del bianco · e2 pedone del bianco · f2 pedone del bianco · g2 pedone del bianco · h2 pedone del bianco · a1 cavallo del bianco · b1 cavallo del bianco · c1 torre del bianco · d1 re del bianco · e1 donna del bianco · f1 torre del bianco · g1 alfiere del bianco · h1 alfiere del bianco | 1 |
|   | a | b | c | d | e | f | g | h |   |

Un esempio di arrocco con trasposizione: se il re bianco è in d1 e la torre in c1 (adiacenti), sin dalla prima mossa il re e la torre possono arroccare lungo semplicemente scambiandosi di posto. Infatti sono rispettate le condizioni per tale mossa, cioè nessun pezzo tra torre e re, che non si sono ancora mossi, assenza di scacco sulle case di passaggio per il re. Nella stessa partita il nero ha la medesima possibilità di arrocco, trovandosi il re in d8 e la torre in c8, che possono semplicemente cambiarsi di posto sin dalla prima mossa.

## Tornei di Scacchi960
Il primo torneo ufficiale di Scacchi960 si svolse nel 1996 in Jugoslavia e fu vinto da Péter Lékó. Dal 2002 al 2009 l'unico torneo importante con la partecipazione di forti grandi maestri è stato il "Chess960 Open" di Magonza, che si svolgeva nel periodo di luglio-agosto.
Vincitori del Chess960 Open di Magonza
- 2002: Pëtr Svidler (131 partecipanti)
- 2003: Lewon Aronyan (179 partecipanti)
- 2004: Zoltán Almási
- 2005: Lewon Aronyan
- 2006: Étienne Bacrot
- 2007: Viktor Bologan
- 2008: Hikaru Nakamura
- 2009: Aleksandr Griščuk